# マートン・カレッジ (オックスフォード大学)
マートン・カレッジ（Merton College、正式名称: The House or College of Scholars of Merton in the University of Oxford）は、イングランド、オックスフォード大学の構成カレッジの1つ。その基礎は1260年代に、ヘンリー3世とエドワード1世の宰相であったウォルター・ド・マートンが、最初に独立した学界の法令を作成し、それを支援するための基金を設立したことにさかのぼる。ド・マートンの財団の重要な特徴は、この「カレッジ」が自治的であることであり、寄附金は校長とフェローに直接与えられたということだった。
日本の皇室からは今上天皇と彬子女王が留学した。

## 歴史

### 創設と起源

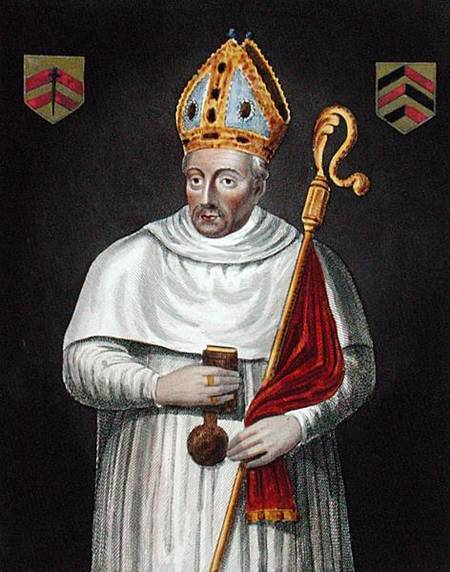
ウォルター・ド・マートン、（1205年頃 – 1277年10月27日）、マートンの創設者

マートン・カレッジは、1264年に大法官でロチェスター主教のウォルター・ド・マートンによって創設された。

## 建物と敷地

### ギャラリー

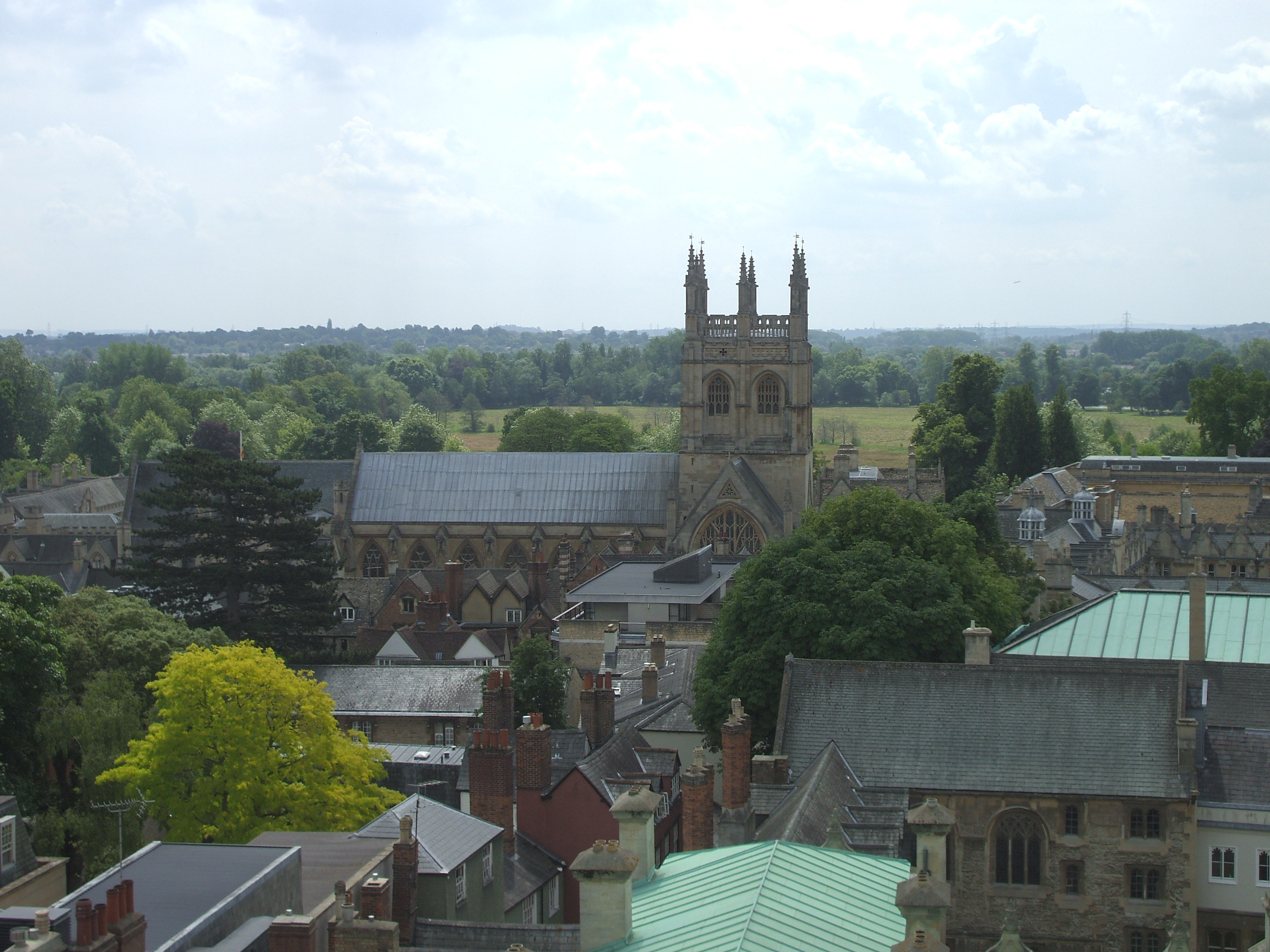
マートンを聖マリア教会（英語版）から北に見る
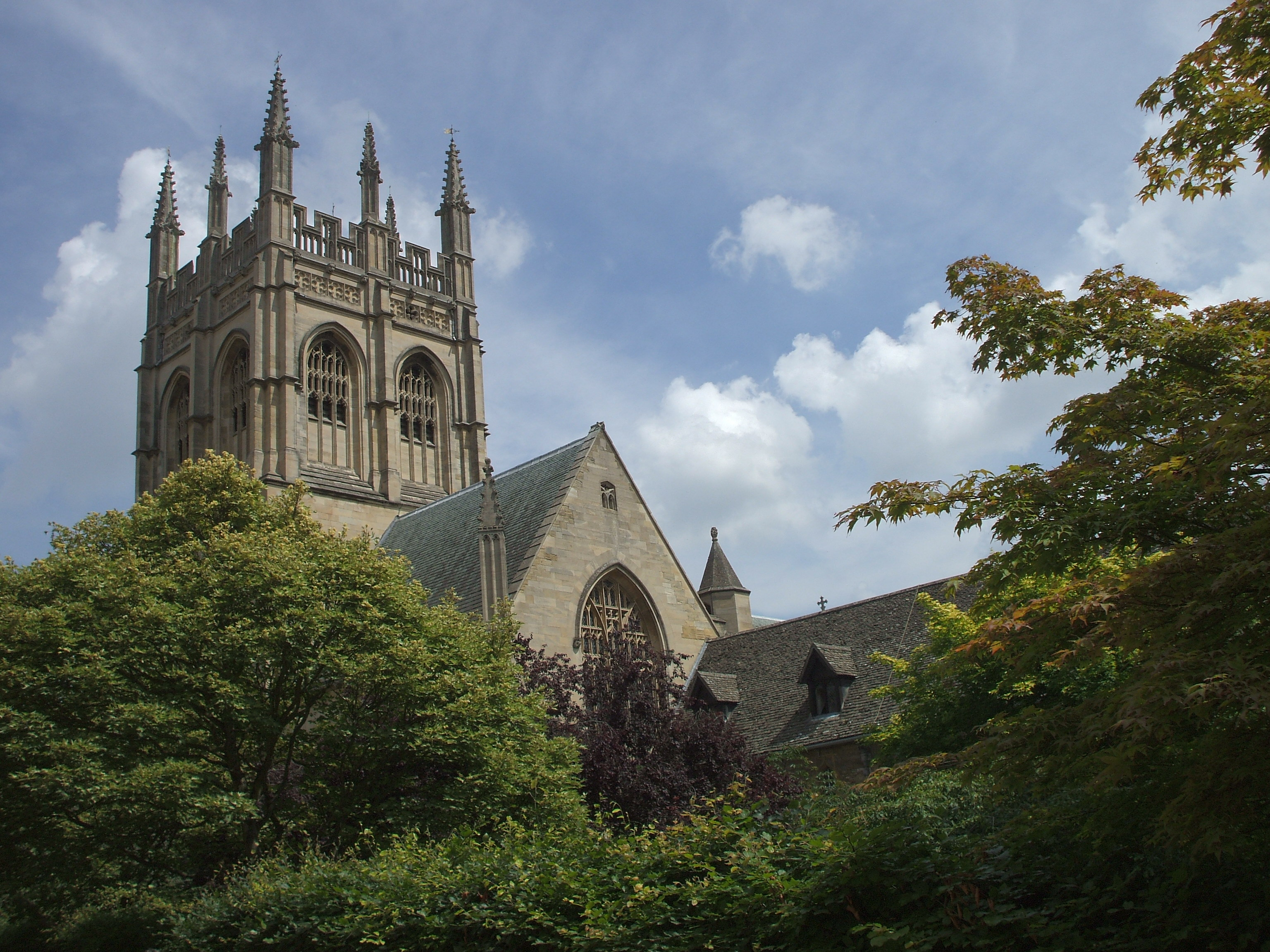
マートン・カレッジ・チャペルからクライスト・チャーチ・メドウのすぐ北に見る
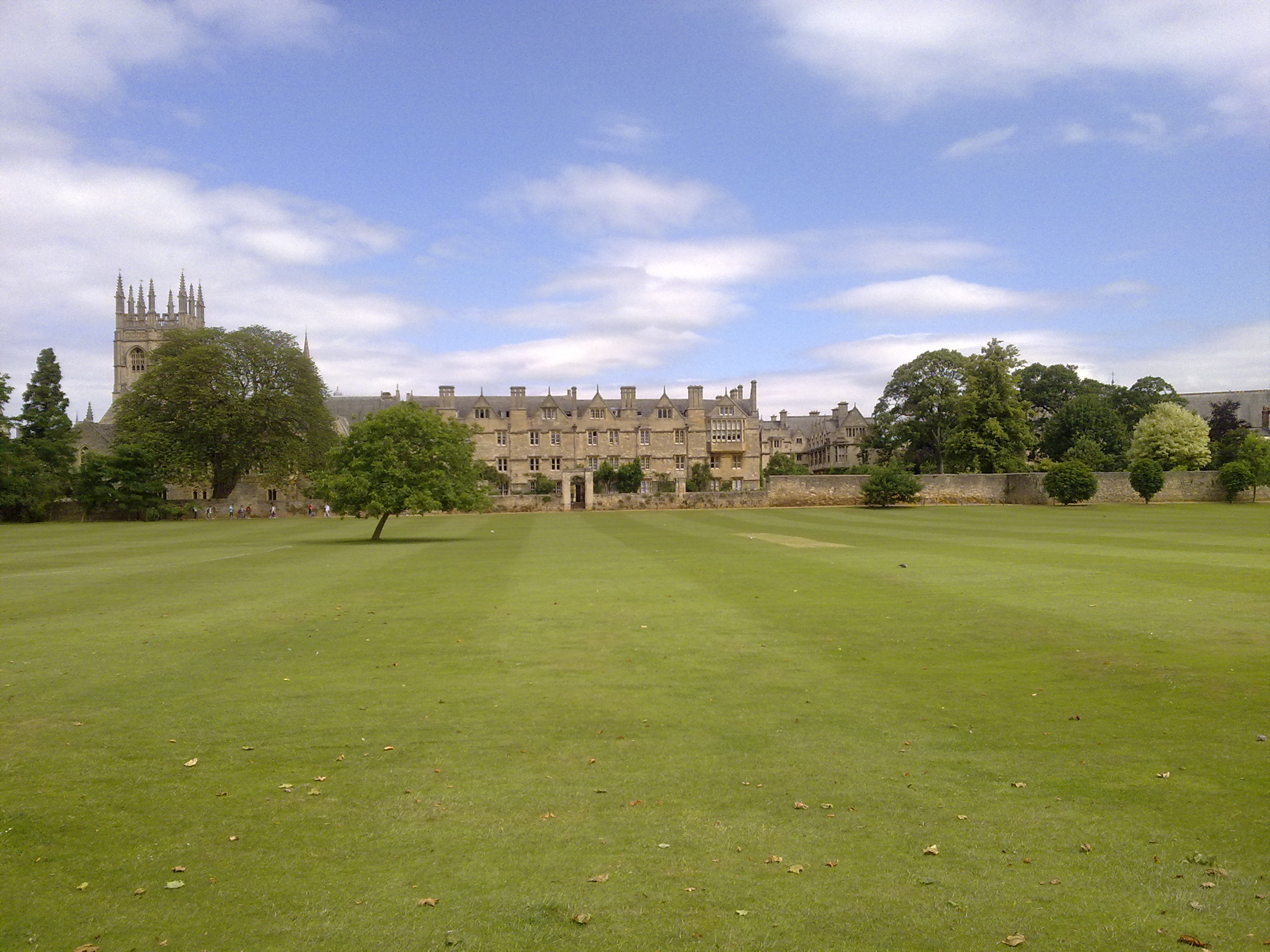
マートンをクライスト・チャーチ・メドウの南から見る
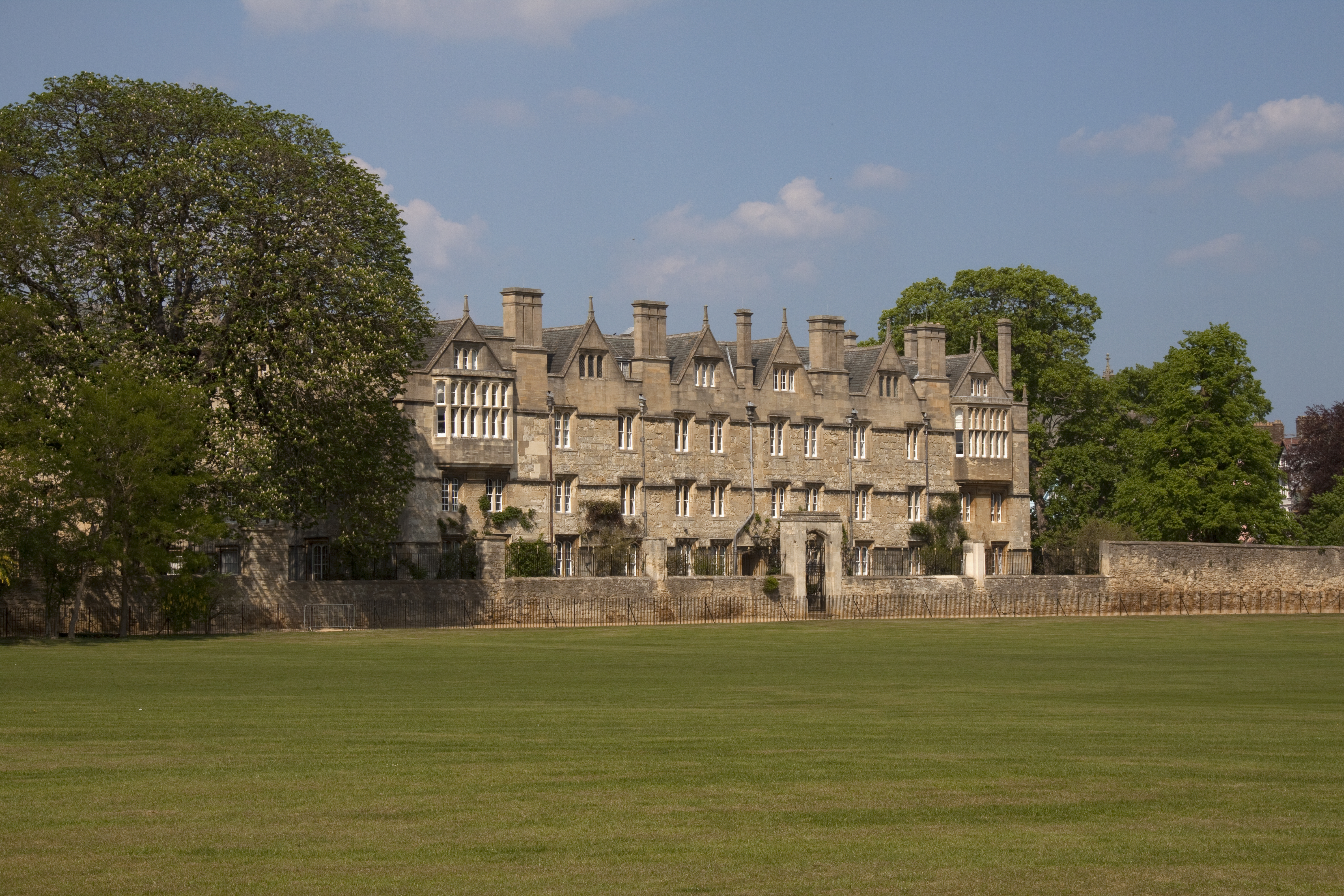
マートンをブロード・ウォークから見る
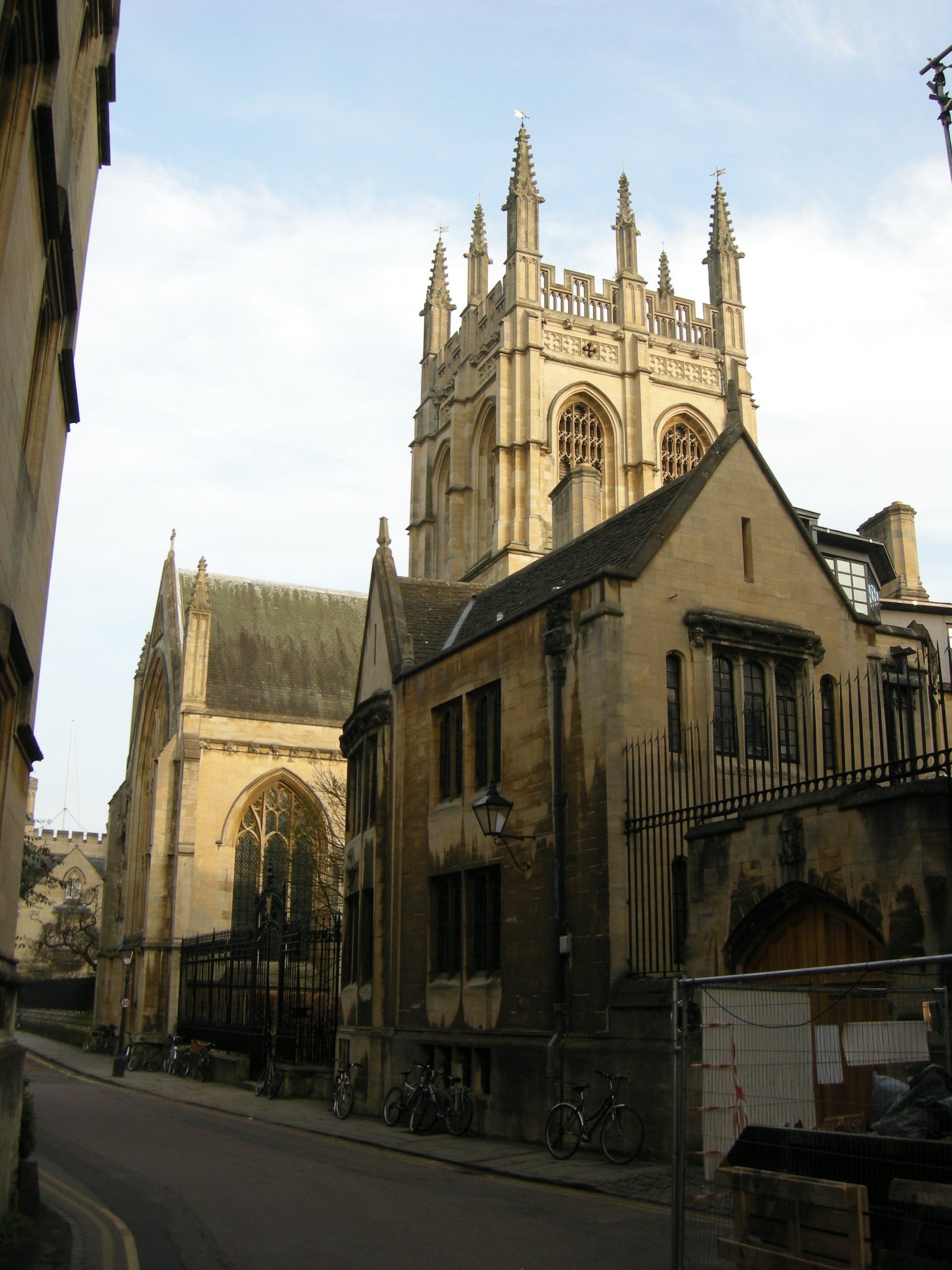
チャペル・タワーの眺め
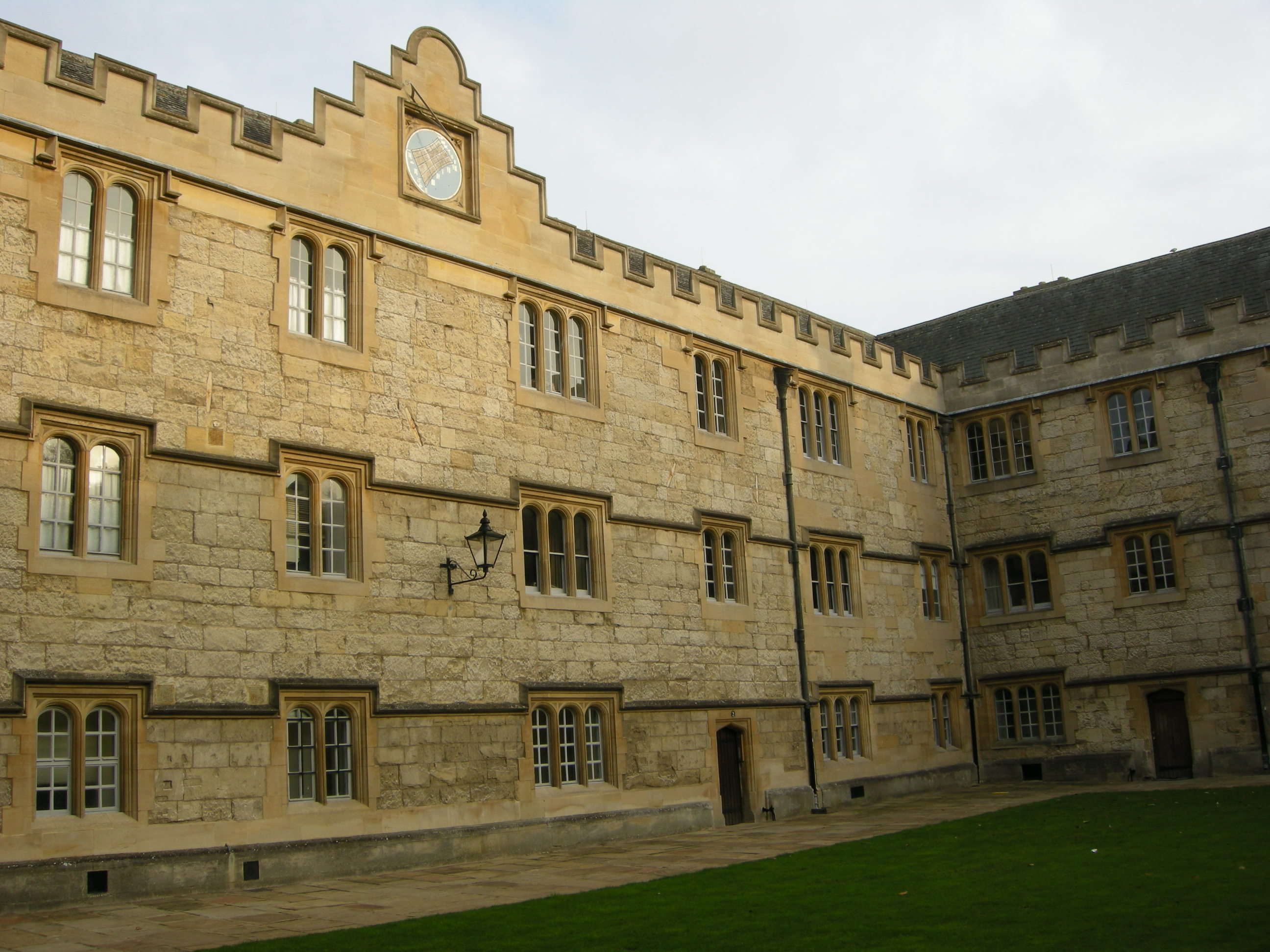
フェローズ・クアッド
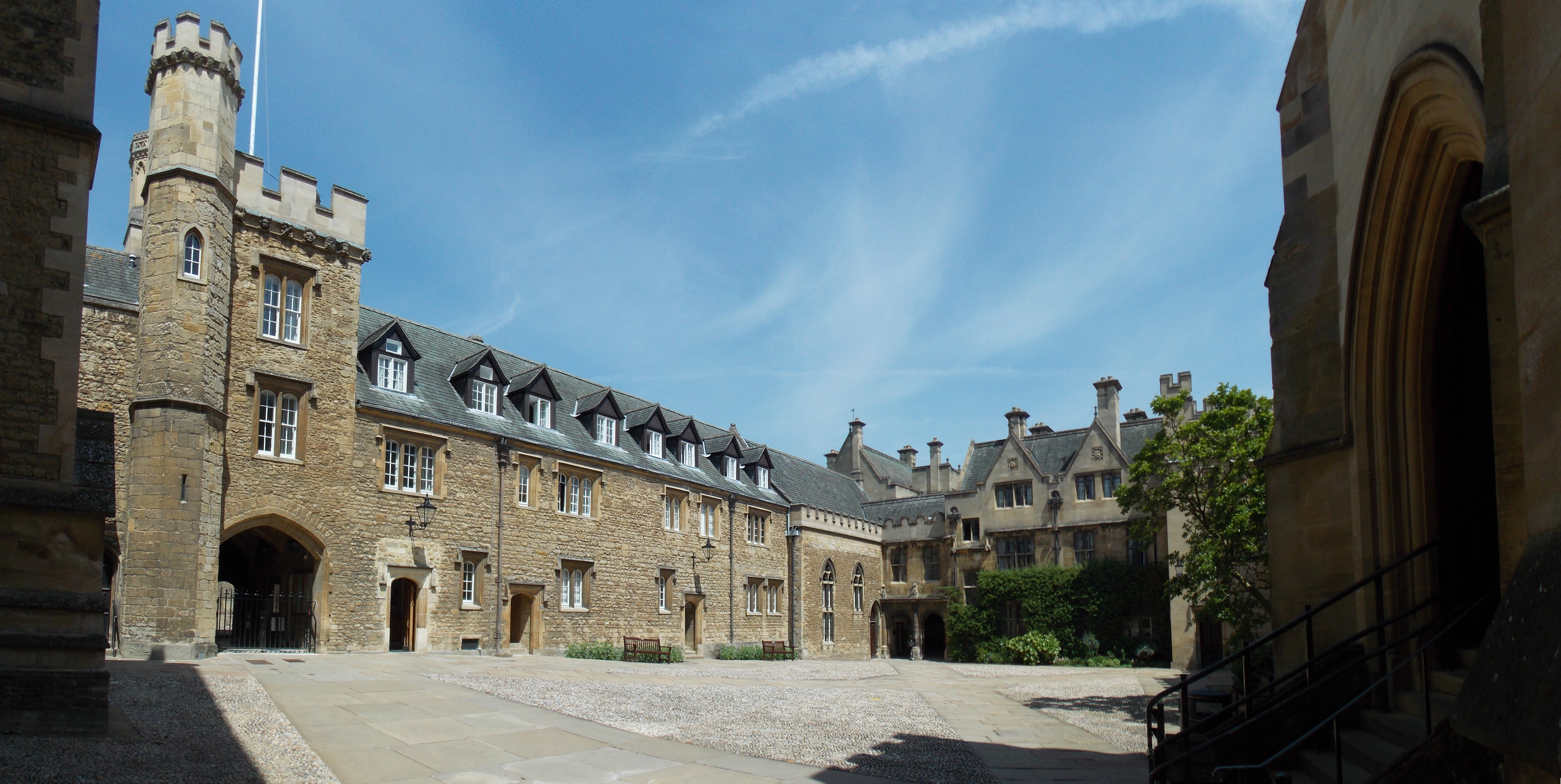
フロント・クワッドとカレッジへの正面玄関
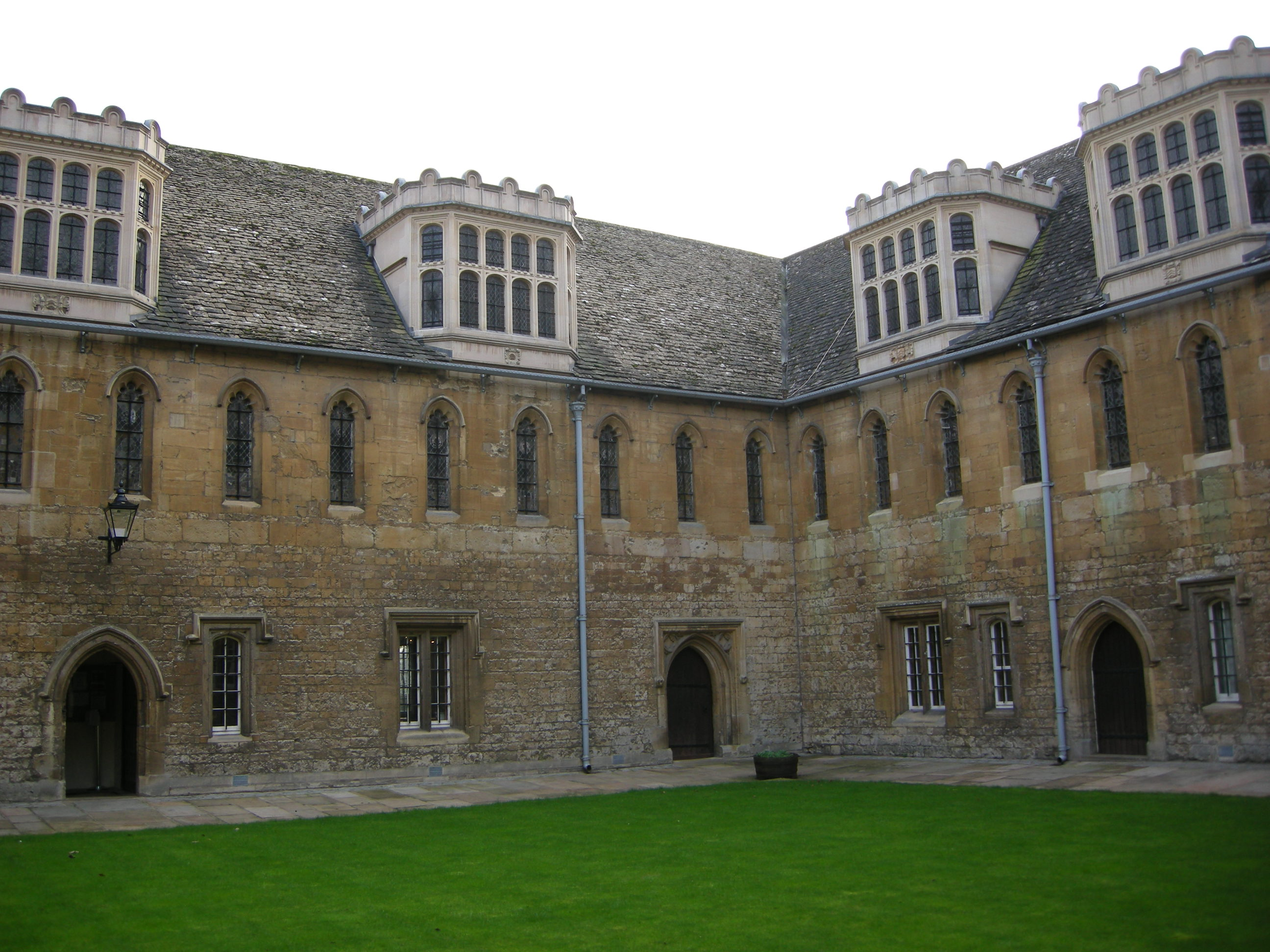
モブ・クワッド
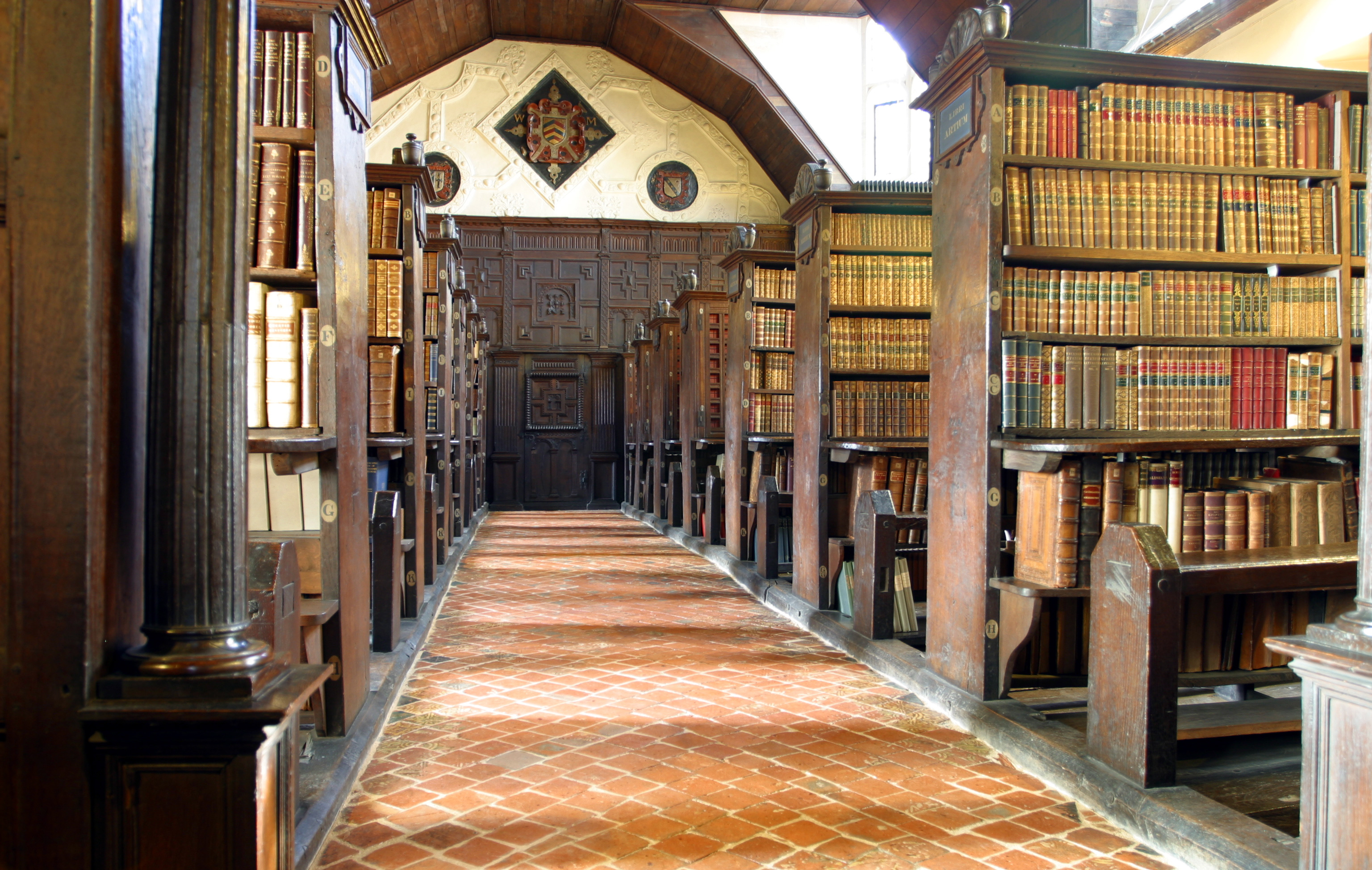
上部図書館の南棟
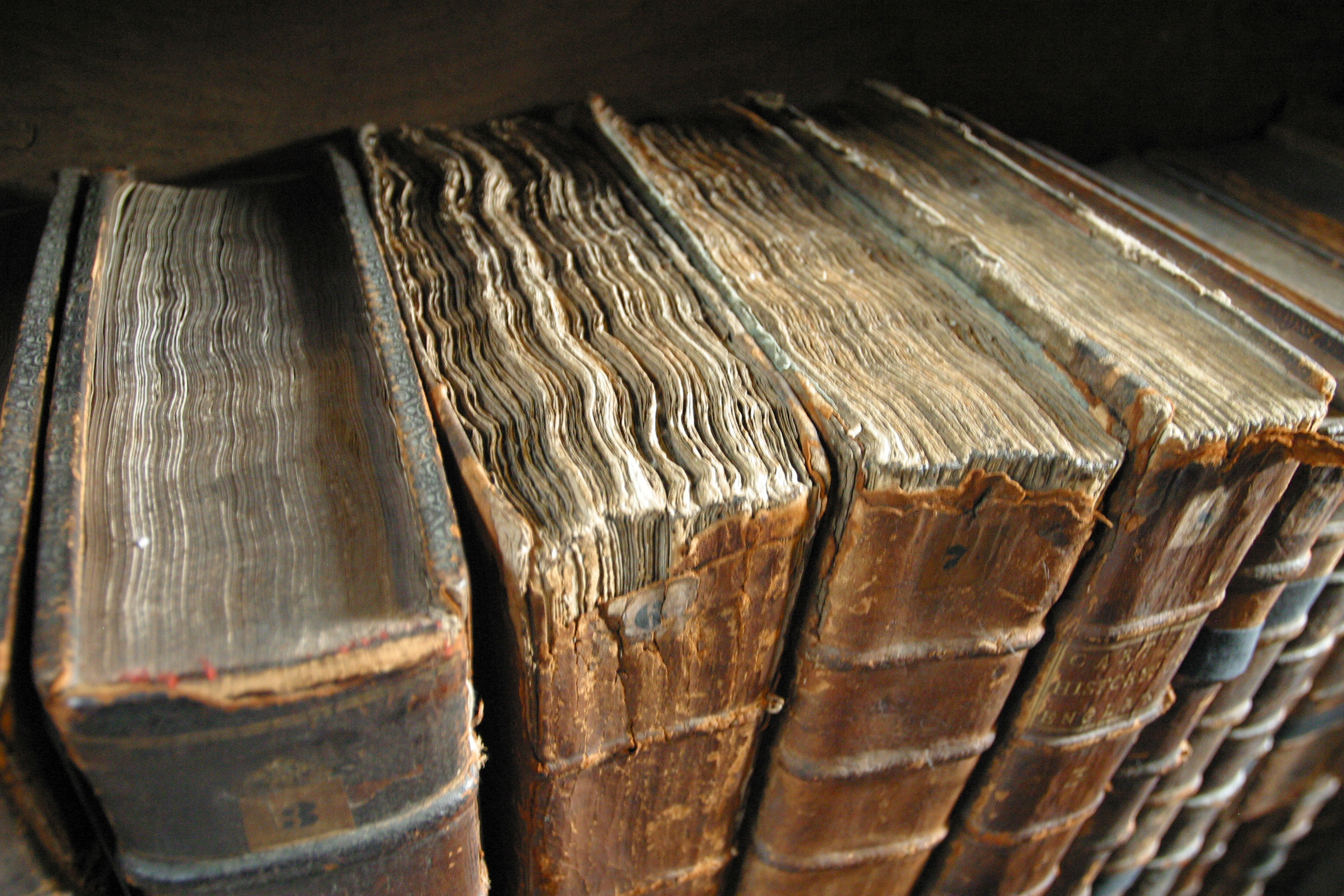
マートン・カレッジ図書館の古い本の装丁
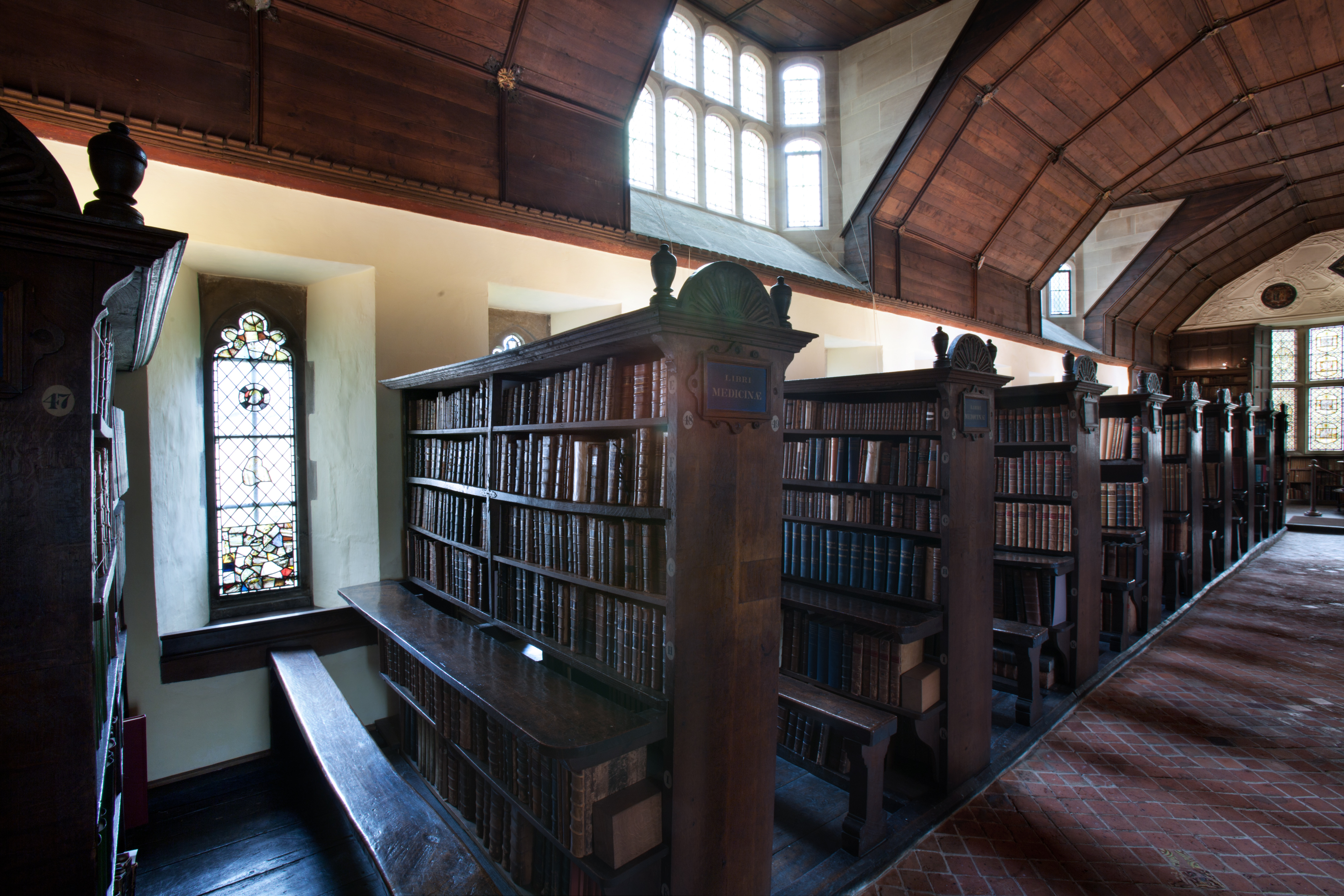
図書館の本棚
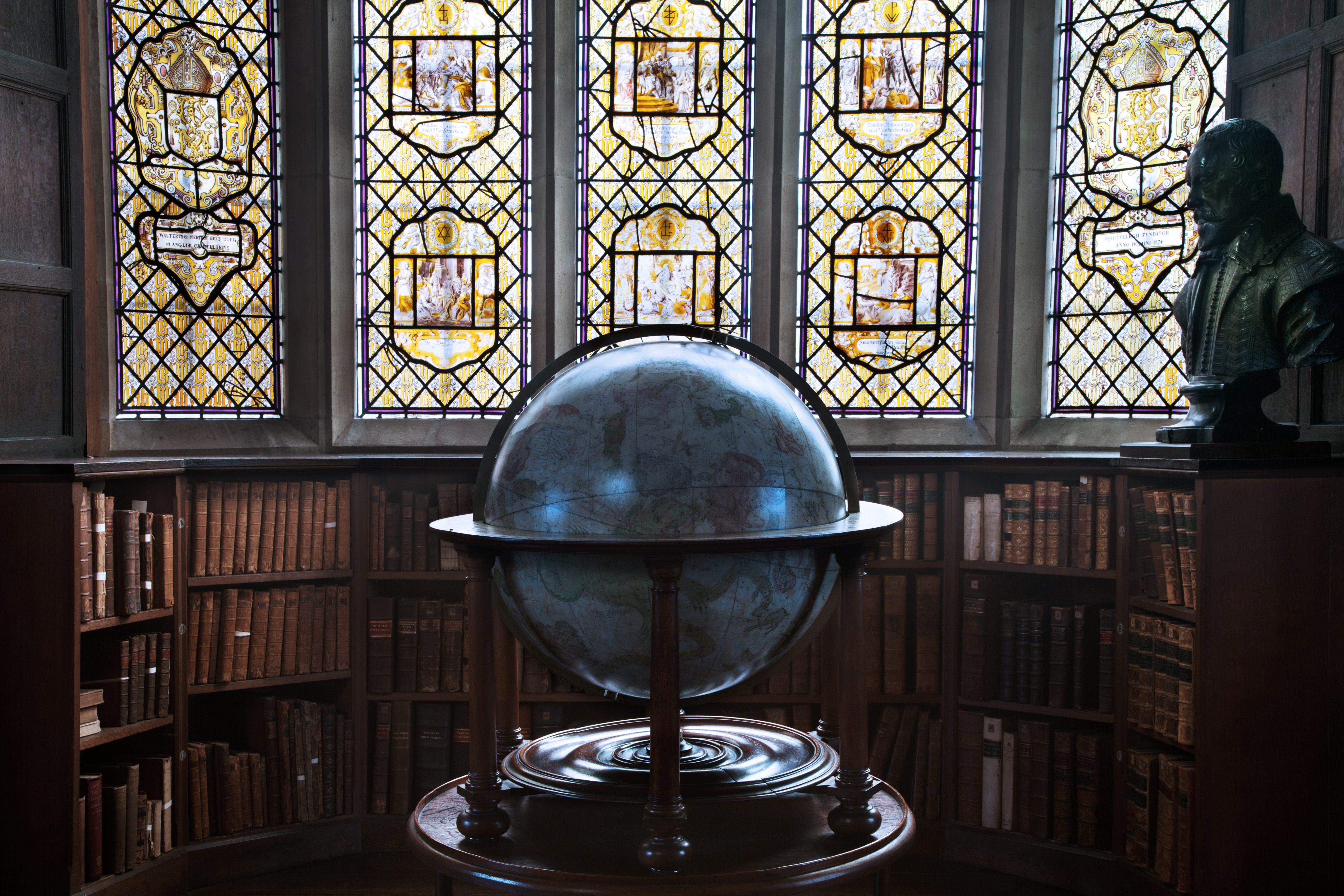
16世紀からの地球儀
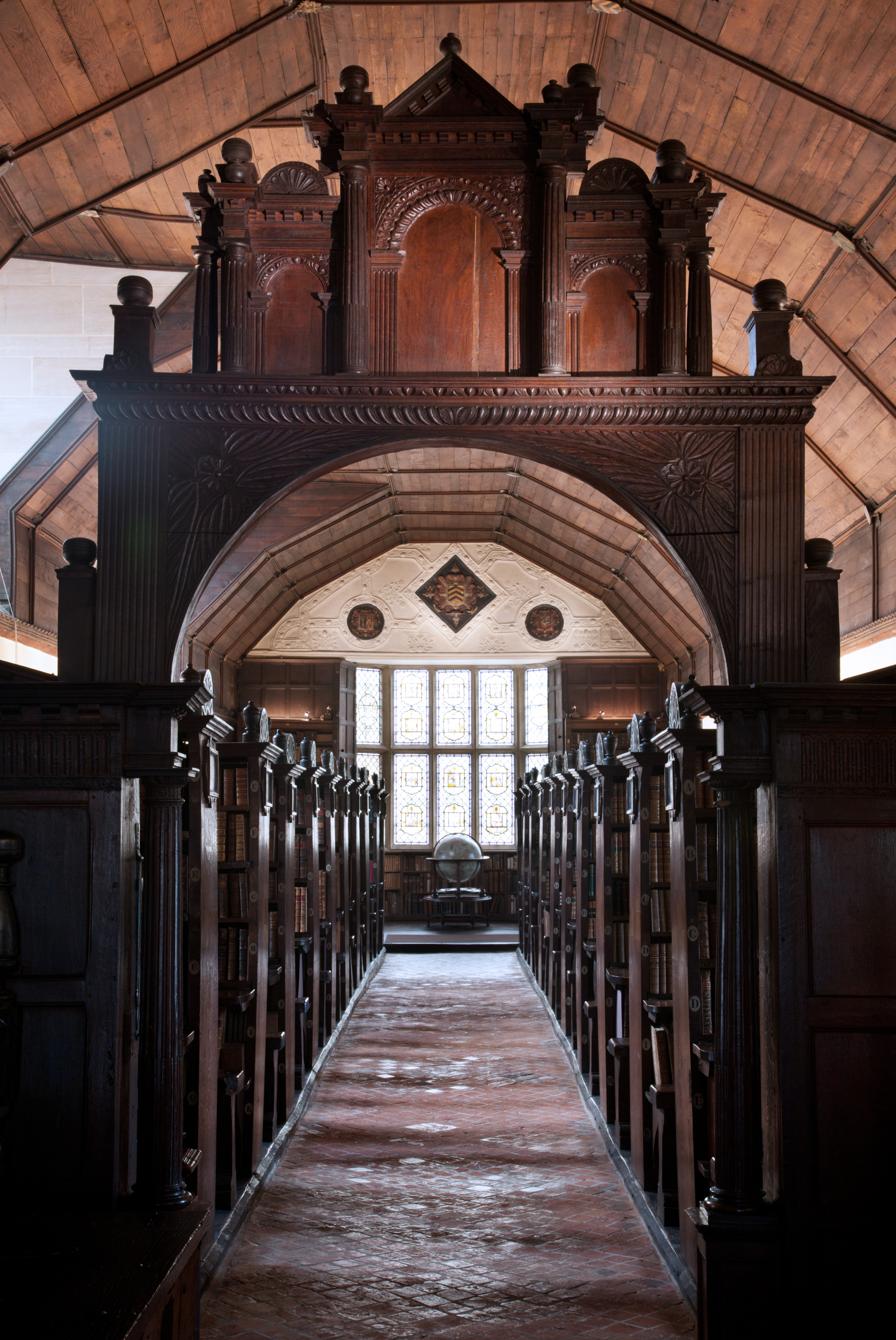
図書館
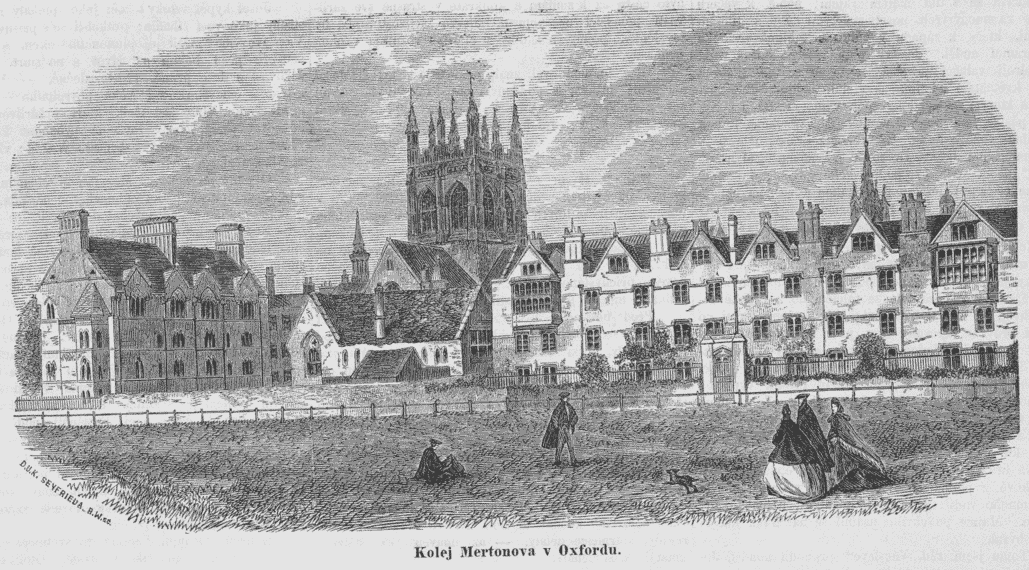
1865年のマートン
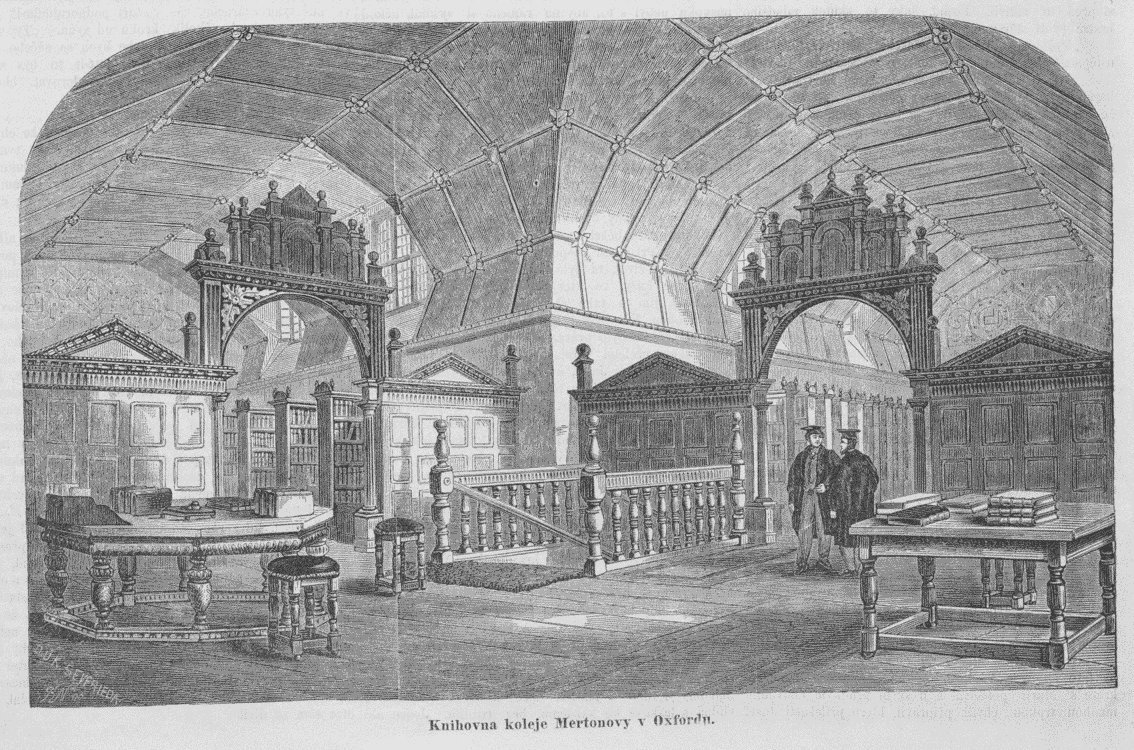
マートン・カレッジ図書館

## 学生生活

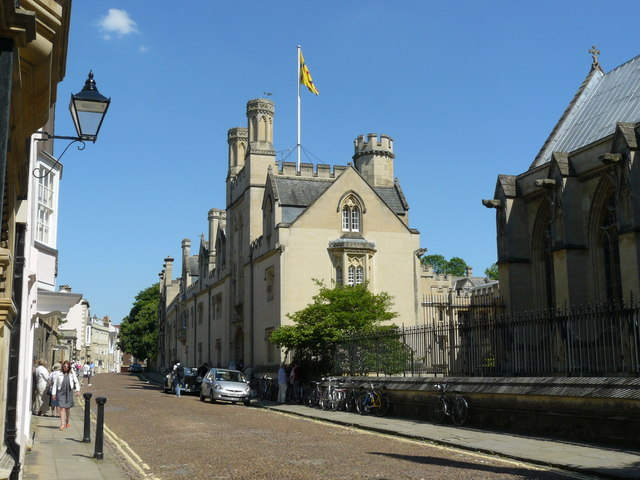
マートン・ストリート

マートンは、学部生と大学院生の両方を受け入れている。1980年に最初の女子学生を受け入れ、女性の寮長を選出した2番目の元男子カレッジだった（1994年）。マートンには伝統的に、学部1年生向けに男女別の宿泊施設があり、女子学生はローズ・レーンの建物に、ほとんどの男子学生はマートン・ストリートにある3つの家に通っている。この方針は2007年に廃止され、すべての宿泊施設は現在、性別とコースが混在している。
カレッジへの学部入学は、他のオックスフォード大学と同様に、学力のみに基づいている。

## マートンゆかりの人物
マートンの卒業生（マートニアン）とフェローは、さまざまな分野でキャリアを積んできた。

### 1264年から1900年
マートンのフェローとして主張された最も初期の人々の中には、オッカムのウィリアムとドゥンス・スコトゥスがおり、14世紀初頭の傑出した学者である（しかし、これらの主張には異論がある）。その他の初期のフェローには、哲学的な問題に論理数学的なアプローチをとったマートンに関係する14世紀の思想家のグループであるオックスフォード計算者が含まれる。神学者で哲学者のジョン・ウィクリフも大学の初期のフェローだった。
ボドリアン図書館の創設者であるトーマス・ボドリーは、1564年にフェローとして認められた。もう一人の重要な人物であるヘンリー・サヴィルは、数年後の1585年に校長に任命され（1621年までその地位にあった）、カレッジの発展に大きな影響を与えた。ウイリアム・ハーベーは体循環を初めて詳細に記述し、1645年から1646年まで校長を務めた。財務大臣、庶民院院内総務のランドルフ・チャーチル卿（ウィンストン・チャーチルの父）は、1867年10月に入学し、マックス・ビアボームは、イングランドのエッセイスト、パロディスト、風刺画家で、1890年代にマートンで学び、ミルミドン・クラブの書記を務めた。

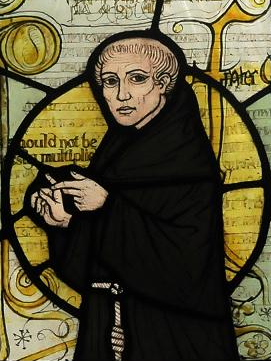
オッカムのウィリアム、中世思想の重要な人物、一般にオッカムの剃刀で知られる
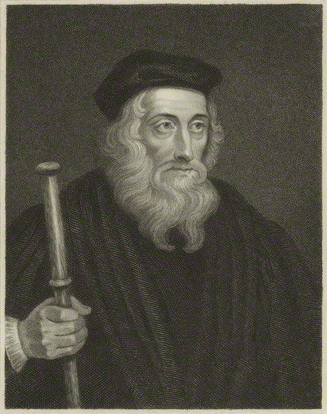
ジョン・ウィクリフ、14世紀のローマ・カトリック教会の初期の反体制者
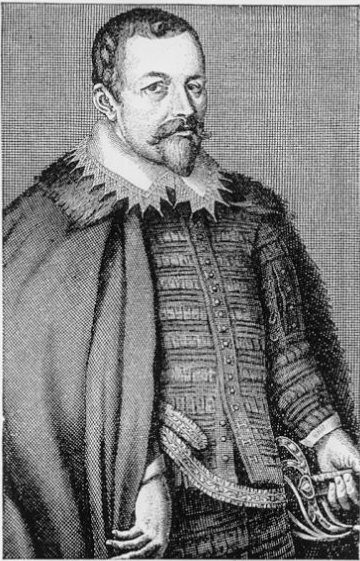
トーマス・ボドリー（英語版）、外交官、学者（英語版）、ボドリアン図書館の創設者
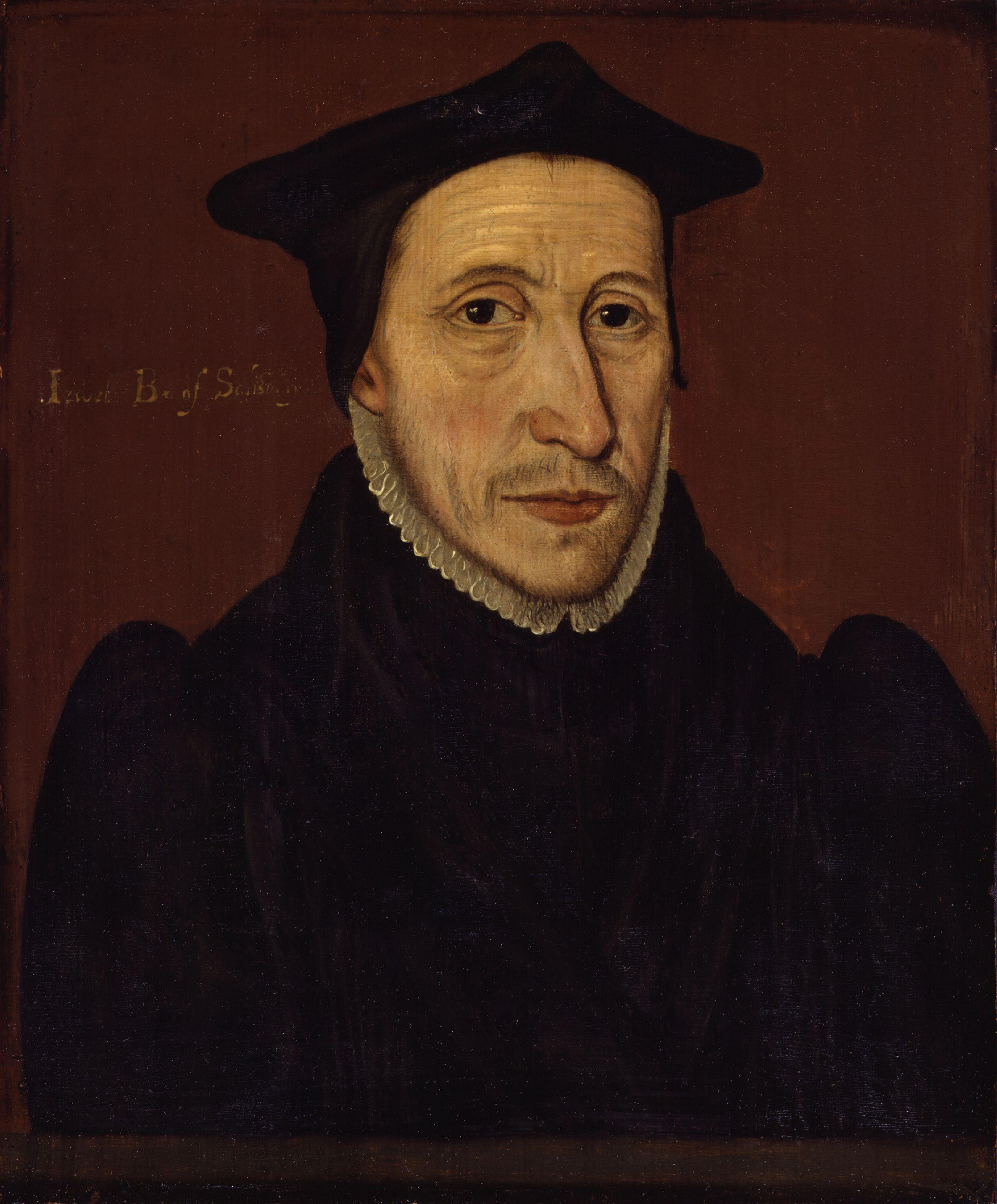
ジョン・ジューエル（英語版）、ソールズベリー主教で英国国教会の聖職者
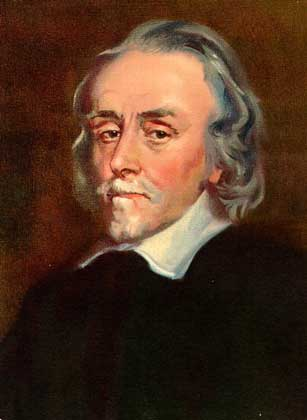
ウイリアム・ハーベー、体循環を初めて詳細に記述した
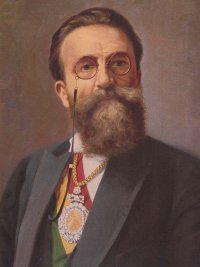
ホセ・グティエレス・ゲルラ、ボリビアの大統領（1917年-1920年）
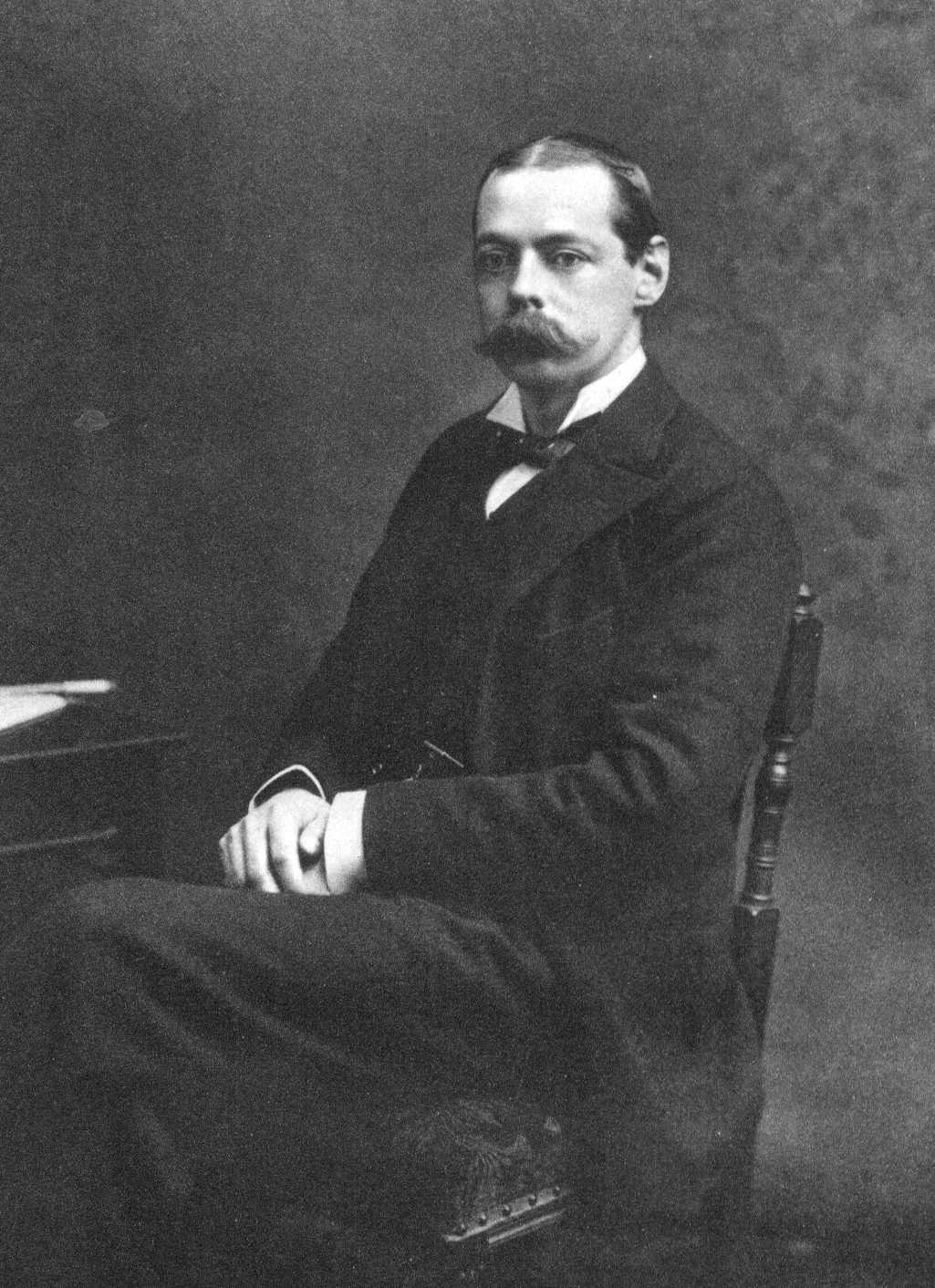
ランドルフ・チャーチル卿、イギリスの政治家、ウィンストン・チャーチルの父
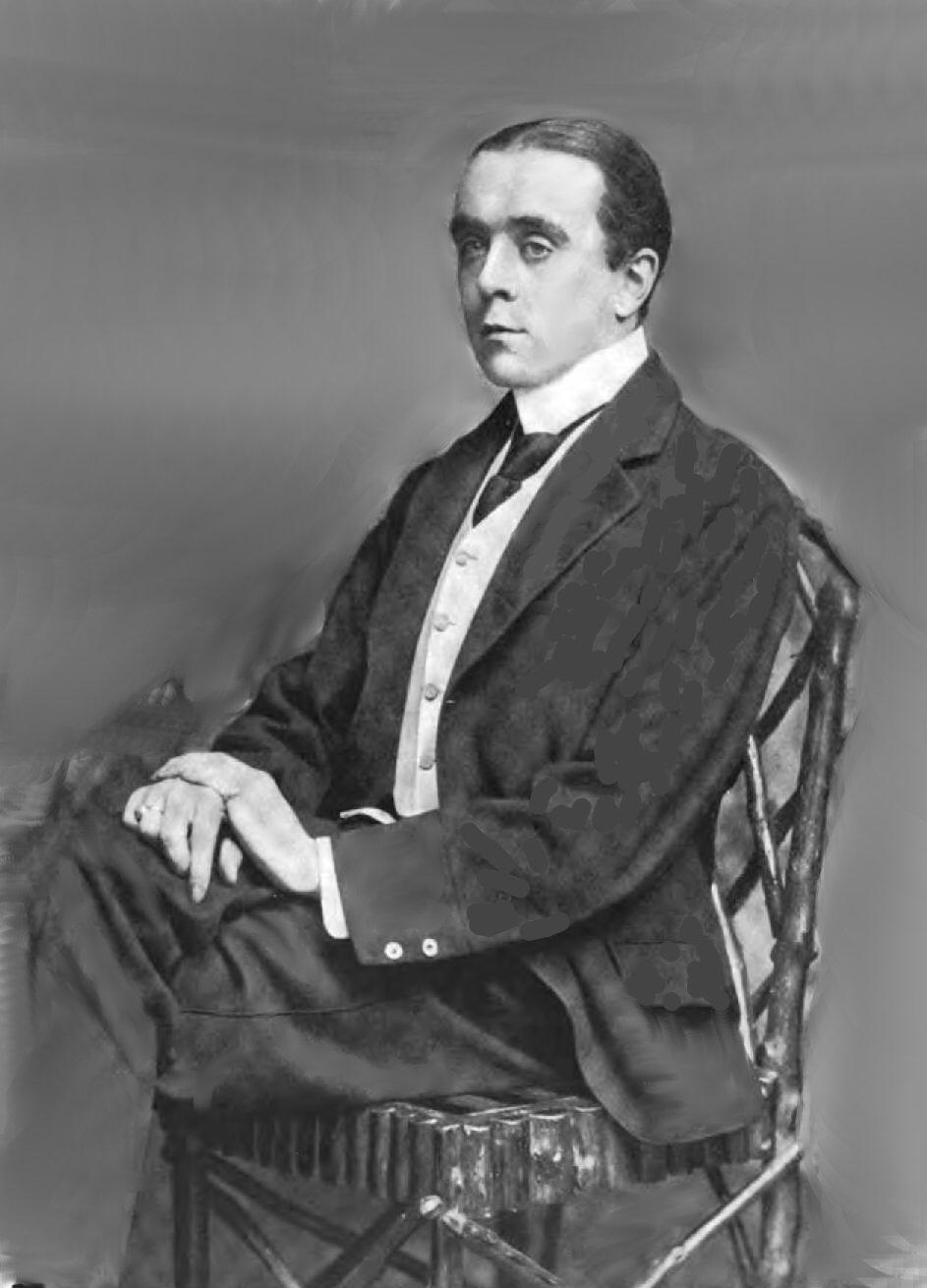
マックス・ビアボーム（英語版）、エッセイストで風刺画家（1897年の自己風刺画）
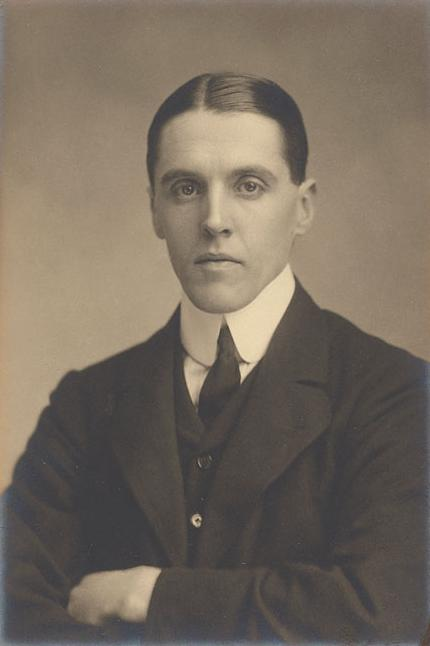
F.E.スミス (初代バーケンヘッド伯爵)（英語版）、保守党の政治家でウィンストン・チャーチルの友人
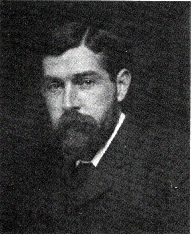
フランシス・ハーバート・ブラッドリー、イギリス理想主義哲学者

### 1900年から現代
マートンはまた、最近では著名な卒業生を輩出している。科学では、マートンは、化学者のフレデリック・ソディ（1921年）、動物学者のニコラース・ティンバーゲン（1973年）、物理学者のサー・アンソニー・レゲット（2003年）の3人のノーベル賞受賞者と関係がある。科学における他のマートニアンには、カナダの脳神経外科医ワイルダー・ペンフィールド、フェルマーの最終定理を証明した数学者のアンドリュー・ワイルズ、計算機科学者のトニー・ホーア、化学者のサー・ジョージ・ラッダ、経済学者のキャサリン・タッカー、遺伝学者のアレック・ジェフリーズ、暗号学者のアーター・エカートが含まれる。

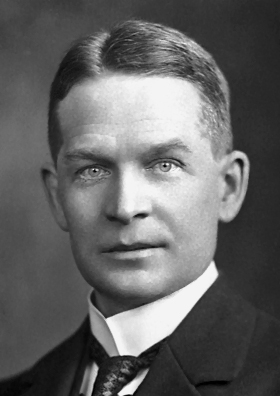
フレデリック・ソディ、化学者、1921年にノーベル化学賞を受賞
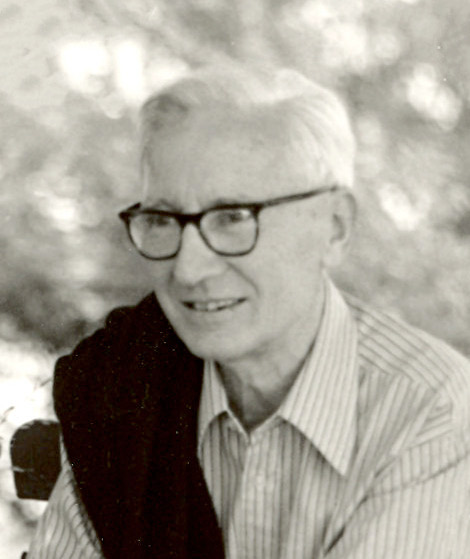
ニコラース・ティンバーゲン、動物行動学者、1973年にノーベル生理学・医学賞を受賞
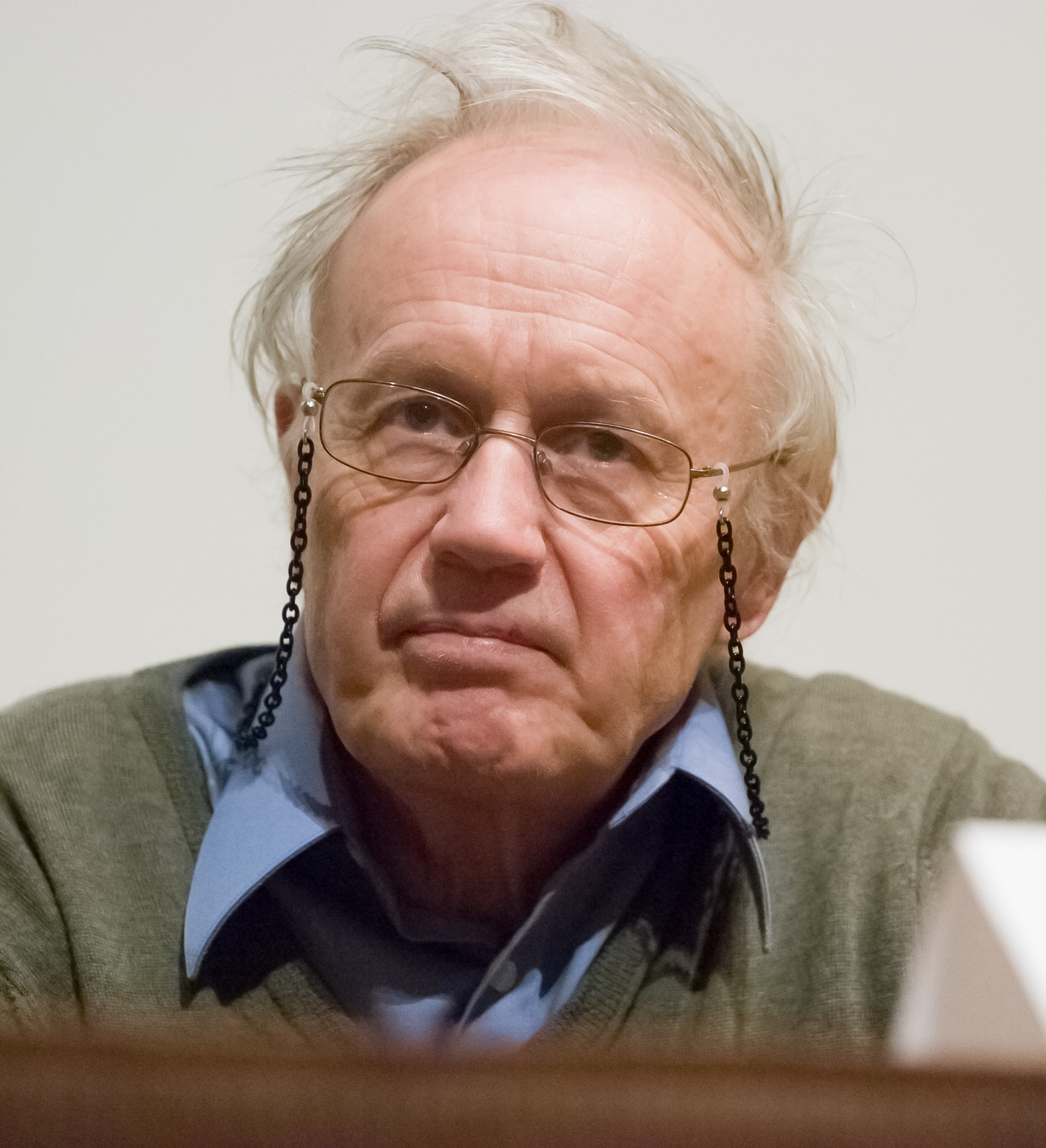
アンソニー・ジェームズ・レゲット、物理学者、2003年にノーベル物理学賞を受賞
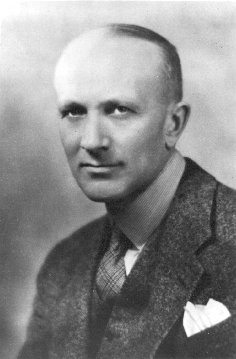
ワイルダー・ペンフィールド、脳神経外科医、かつて「現在も生きている最も偉大なカナダ人」と呼ばれていた
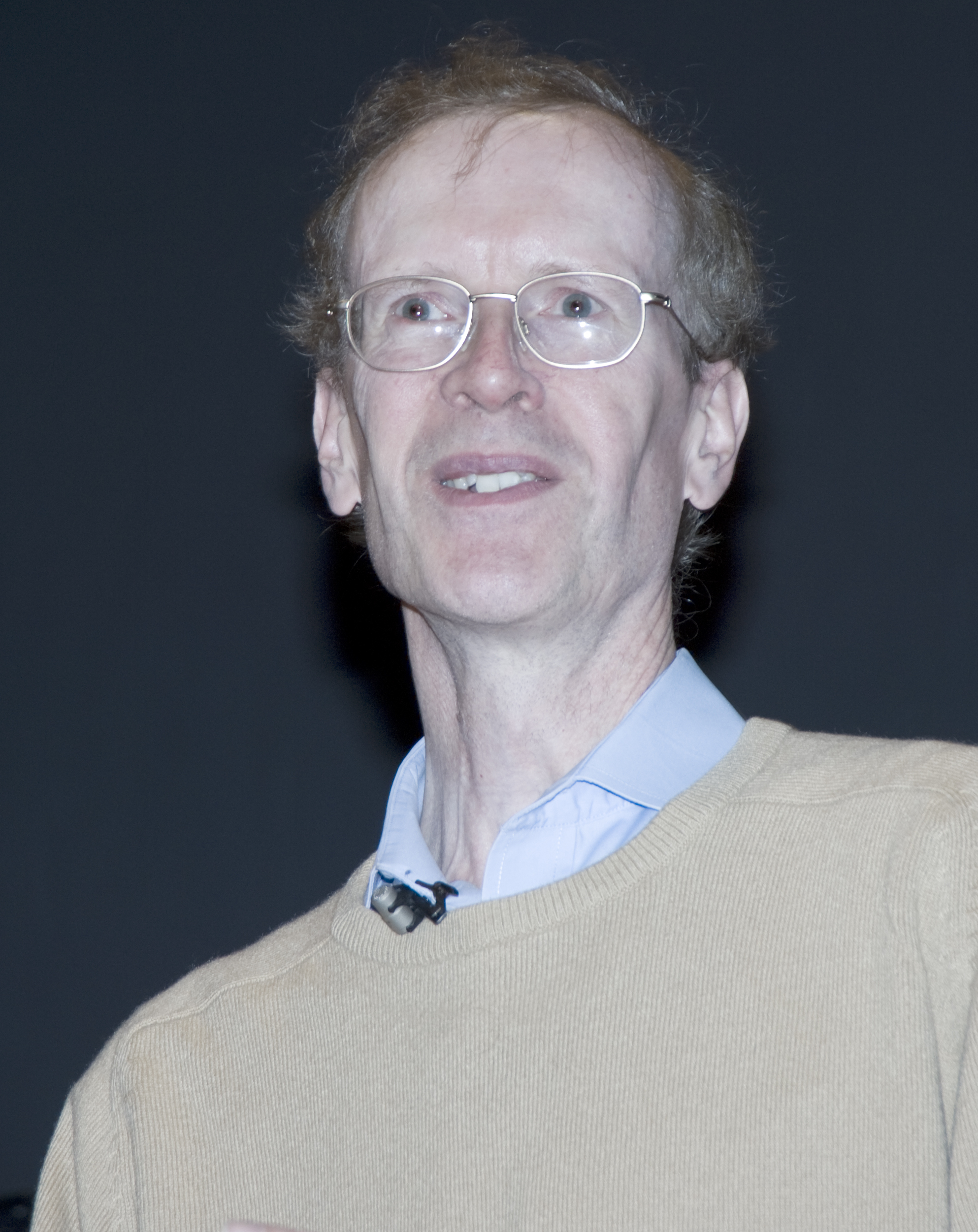
アンドリュー・ワイルズ、数学者でフェルマーの最終定理の証明で有名。2016年アーベル賞を受賞
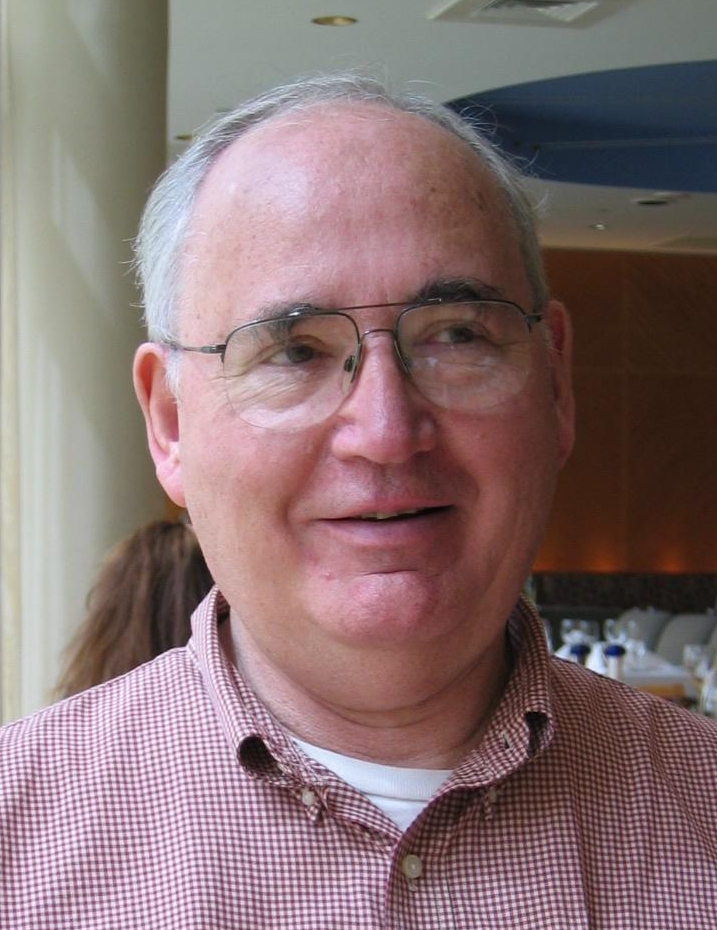
デイナ・スコット、オートマトン理論の研究で知られる計算機科学者で1976年チューリング賞を受賞
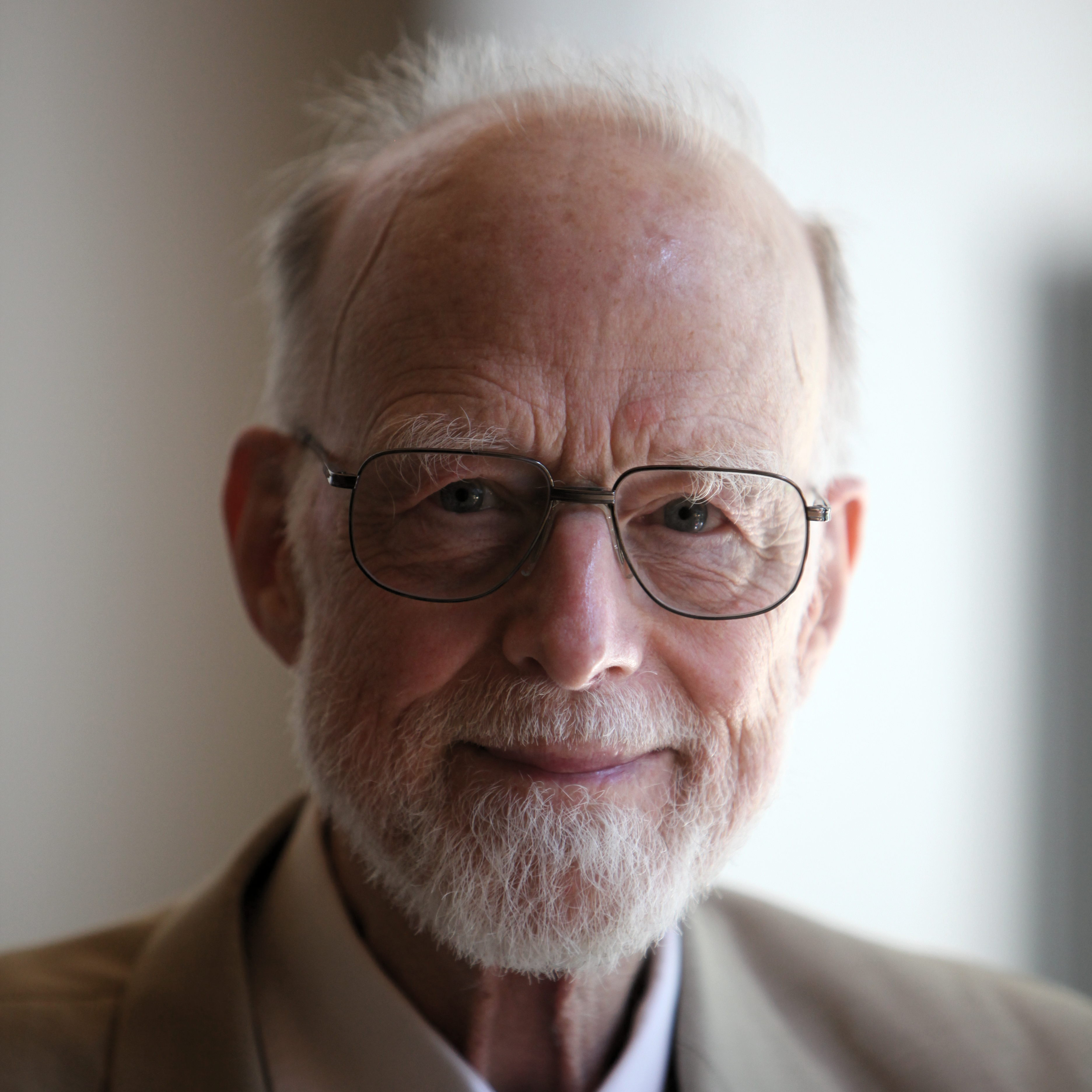
トニー・ホーア、クイックソート、ホーア論理とCSPで知られる計算機科学者。1980年チューリング賞を受賞
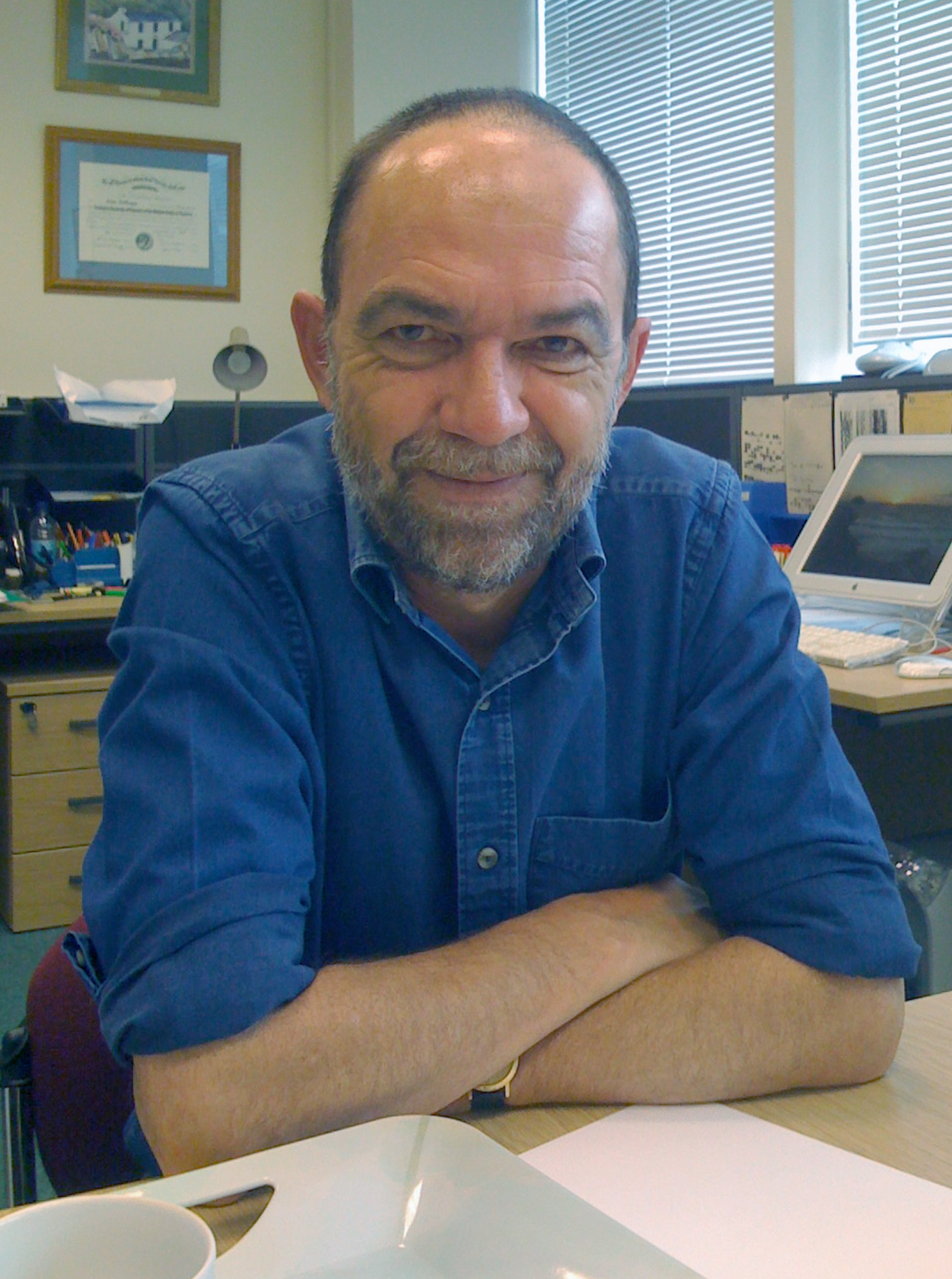
アレック・ジェフリーズ、DNA型鑑定とDNAプロファイリングの研究で知られる遺伝学者
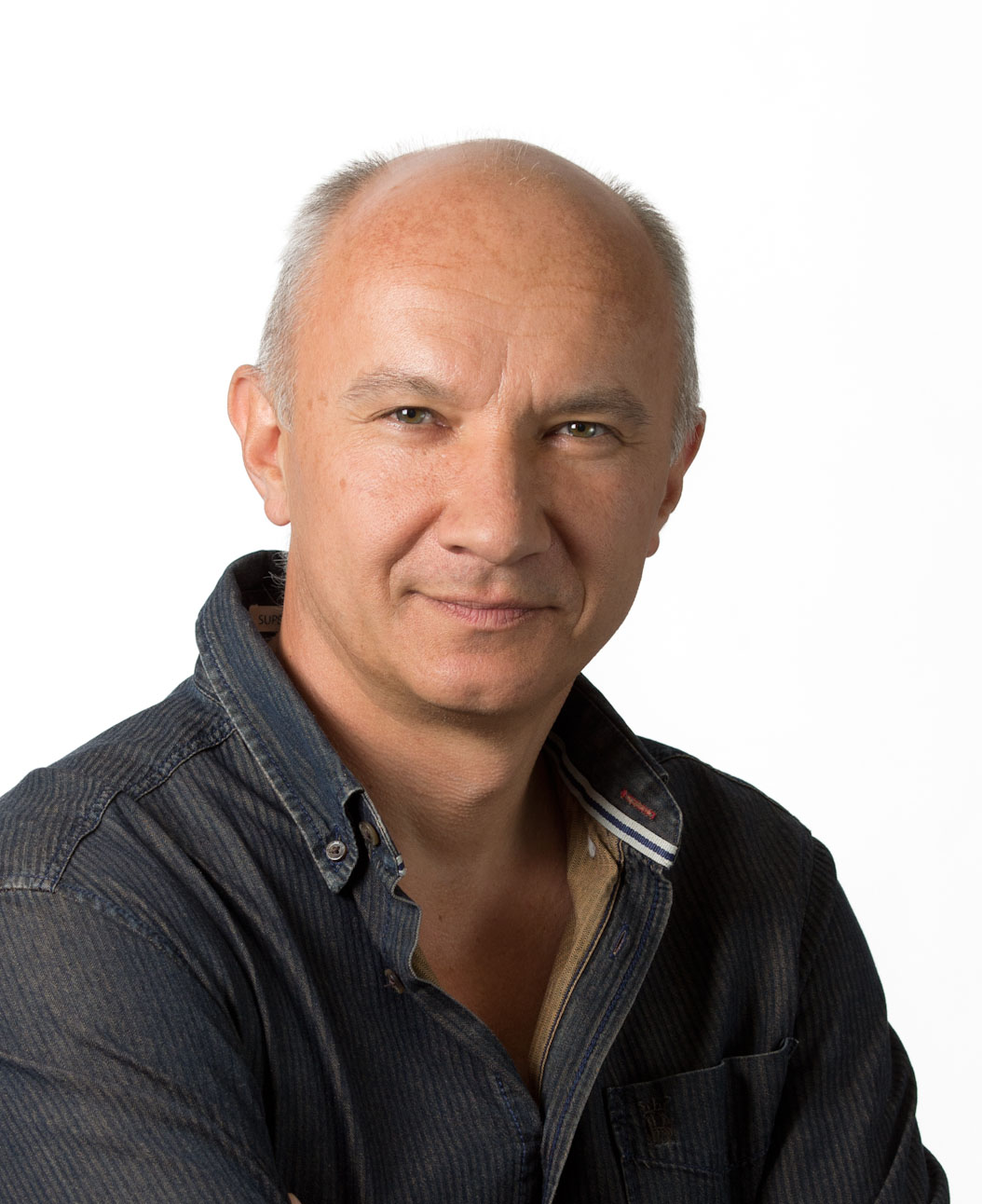
アーター・エカート、暗号学者で量子暗号の発明者の1人

文学の分野で著名なマートンゆかりの人物には、1948年にノーベル文学賞を受賞した詩人T・S・エリオット、1945年から1959年までマートン記念英文学教授であり、マートンのフェローであった作家J・R・R・トールキン（『指輪物語』の著者）がいる。
政治家としてのキャリアを持つ元学生には、イギリスの政治家レジナルド・モードリング、エアリー・ニーヴ、ジェス・ノーマン、エド・ベイジー、デニス・マクシェーン、エリザベス・トラスとサー・ピーター・タプセル、海外の卒業生には元テキサス州選出のアメリカの上院議員ボブ・クルーガーと元ジンバブエの副首相アーサー・ムタンバラが含まれる。
ビジネスでは、BBCの元会長であり、ニューヨーク・タイムズ・カンパニーの現CEOであるマーク・トンプソン、ストーンウォールCEOのベン・サマースキル、ソニー元CEOのサー・ハワード・ストリンガーが卒業生である。法の分野ではヘンリー・リトンは香港終審法院（香港の最高裁判所）の最初の常任裁判官の1人を務め、ブライアン・レブソンは現在、女王座部長官と刑事司法の責任者の両方を務めている。
その他の卒業生には、作曲家のレノックス・バークリー、俳優でシンガーソングライターのクリス・クリストファーソン、登山家のアンドリュー・アーヴィン、RAFパイロットのレオナルド・チェシャー、元陸上競技選手のロジャー・バニスター、ジャーナリストのタンヤ・ゴールドと今上天皇が含まれる。
カレッジの現在の校長は、2018年に退官したマンチェスター大学の元純粋数学教授であるサー・マーティン・J・テイラーの後任として選出されたアイリーン・トレーシーである。

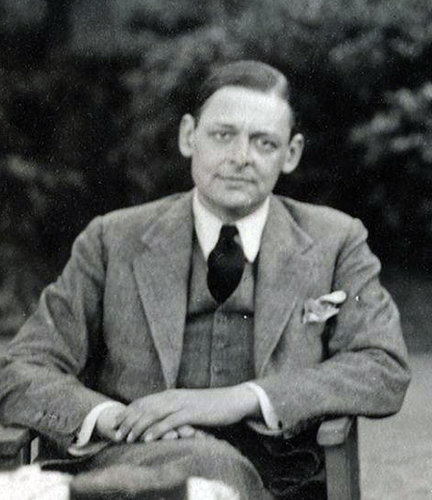
T・S・エリオット、詩人、1948年にノーベル文学賞を受賞
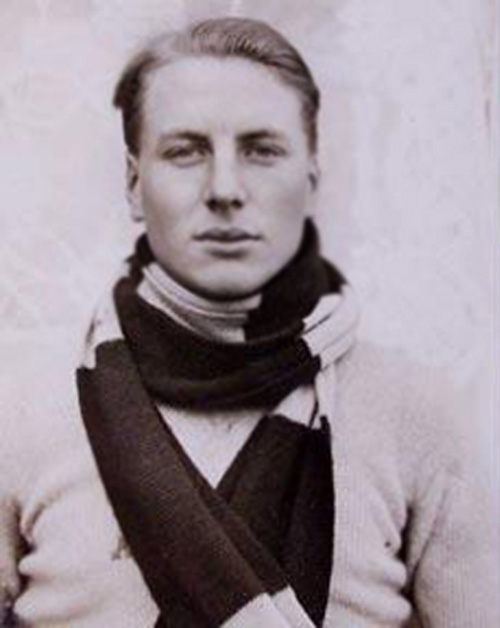
アンドリュー・アーヴィン、1924年イギリスのエベレスト遠征に参加したイングランドの登山家
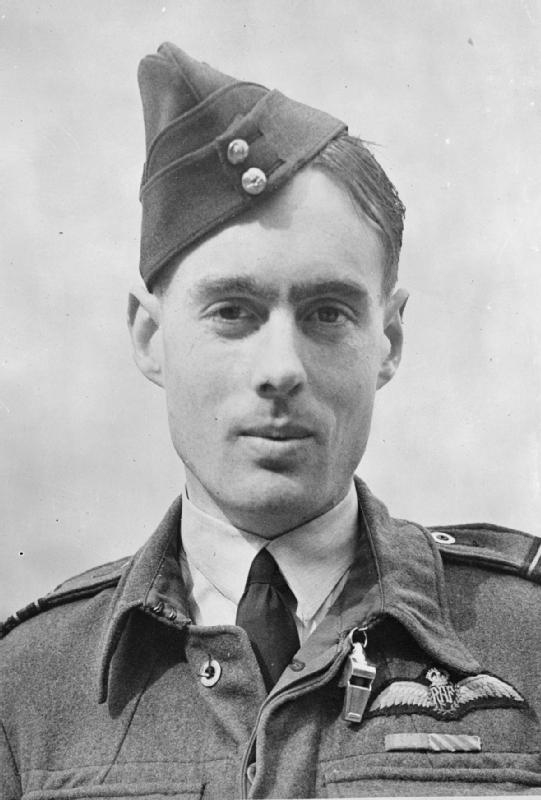
レオナルド・チェシャー（英語版）、高位勲章を授けられた第二次世界大戦中のイギリスのRAFパイロット
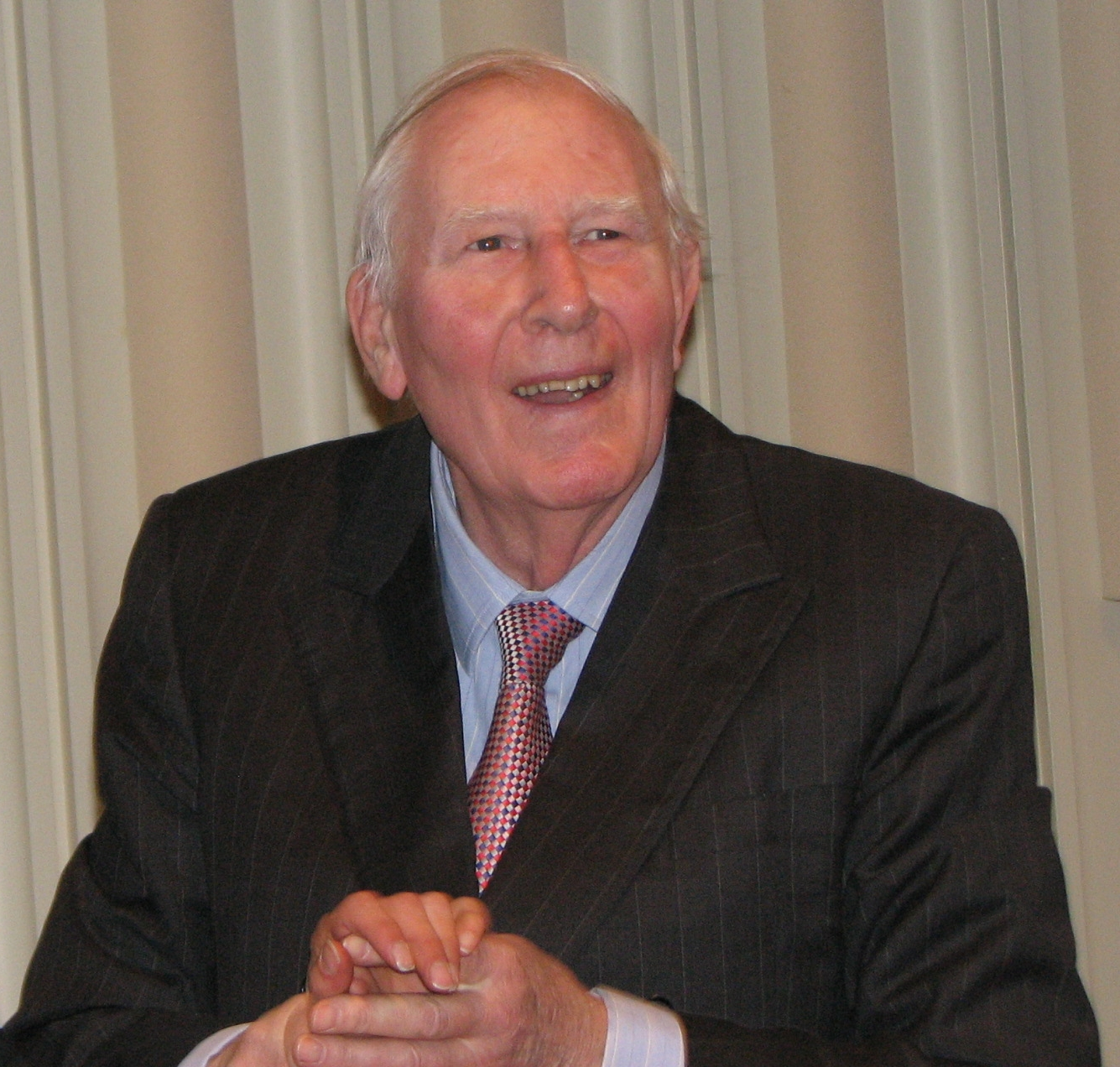
ロジャー・バニスター、元陸上競技選手、医師、学者、初めて1マイルを4分（英語版）未満で走った
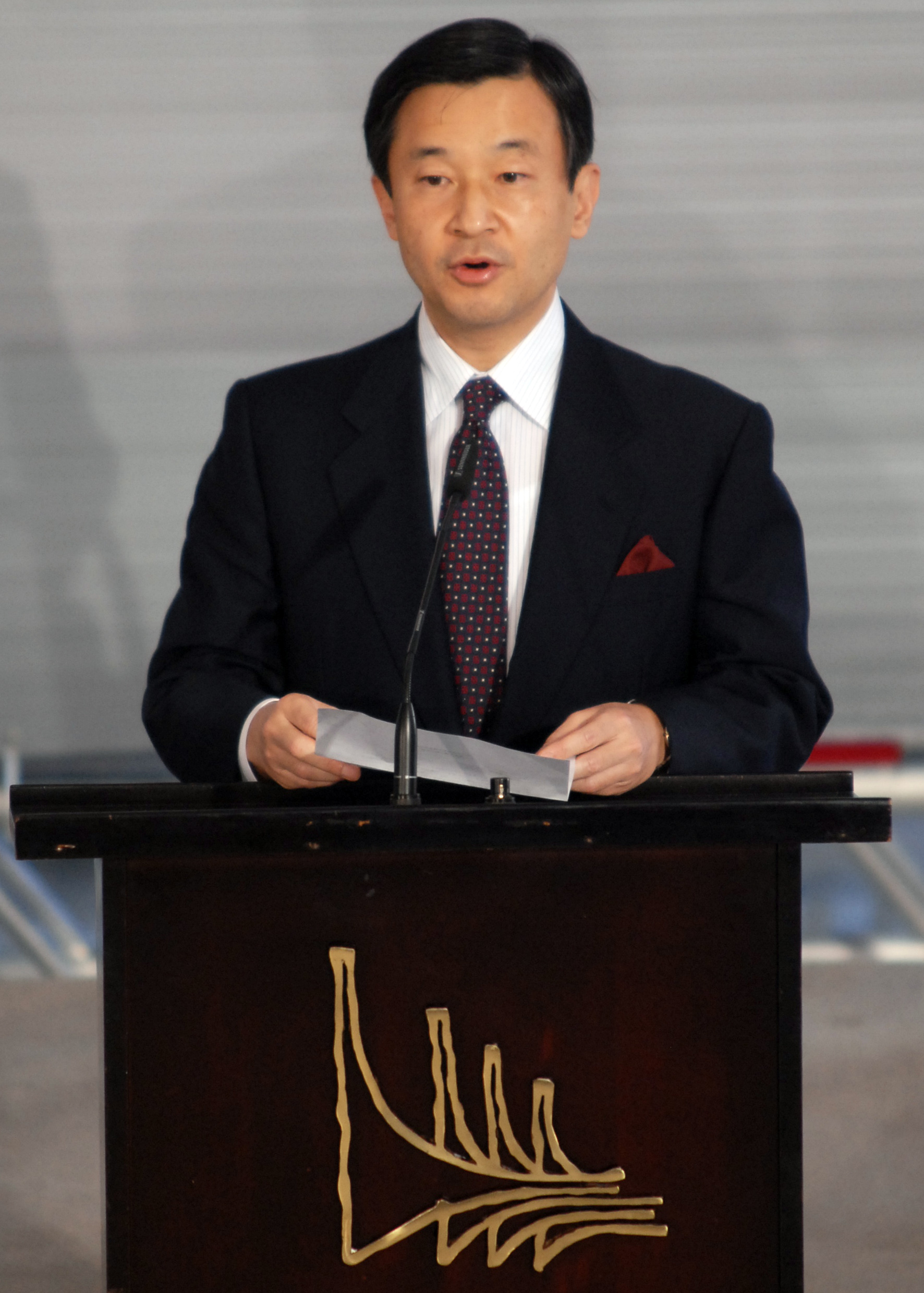
徳仁、天皇（今上天皇）、歴史学者
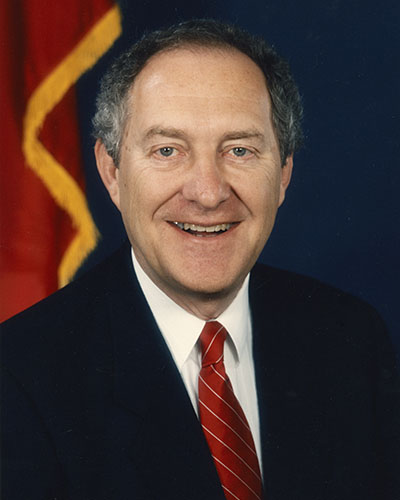
ボブ・クルーガー、元テキサス州選出のアメリカの上院議員
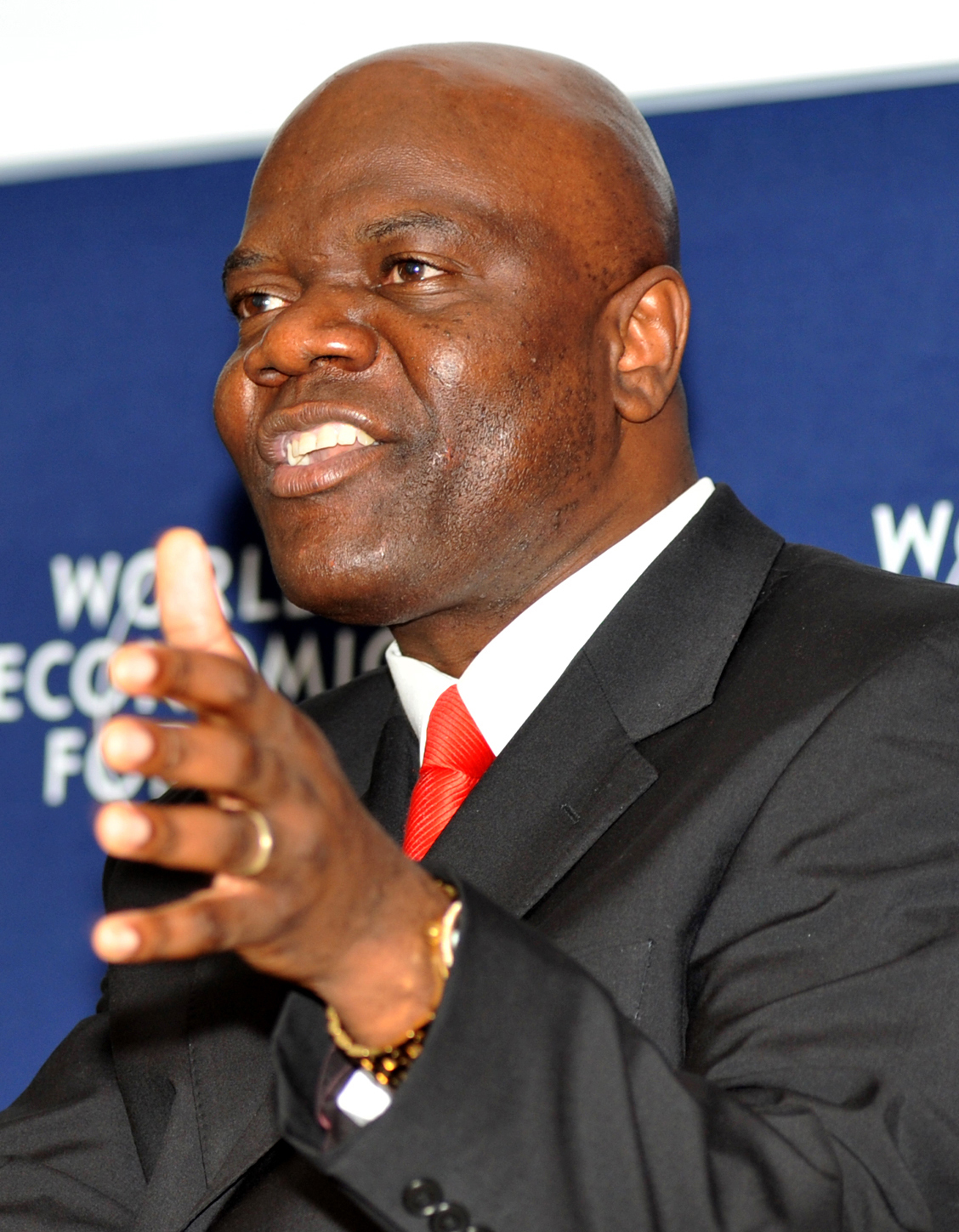
アーサー・ムタンバラ（英語版）、ジンバブエの政治家で元ジンバブエの副首相
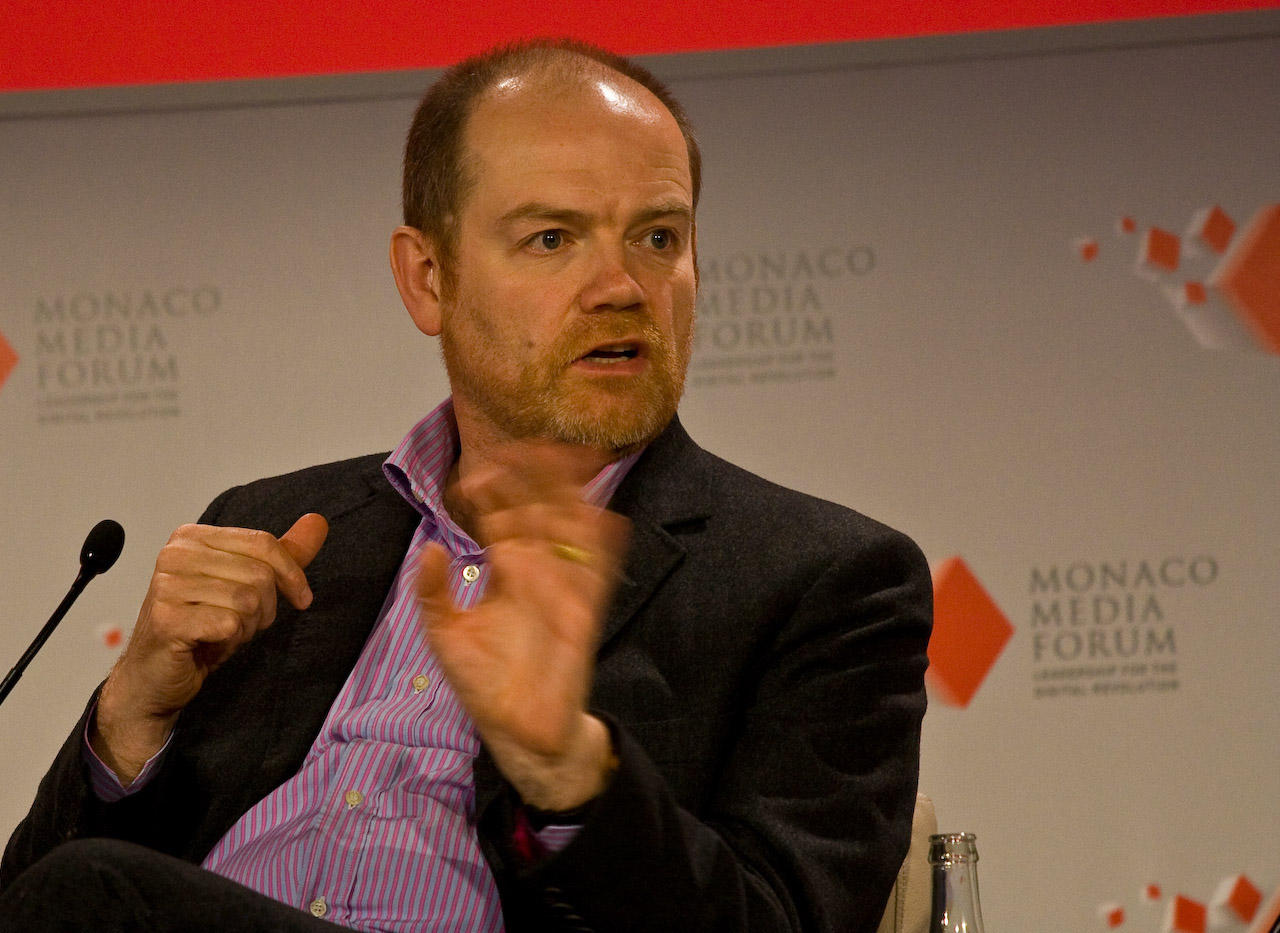
マーク・トンプソン（英語版）、ニューヨーク・タイムズ・カンパニーのCEOで元BBC会長
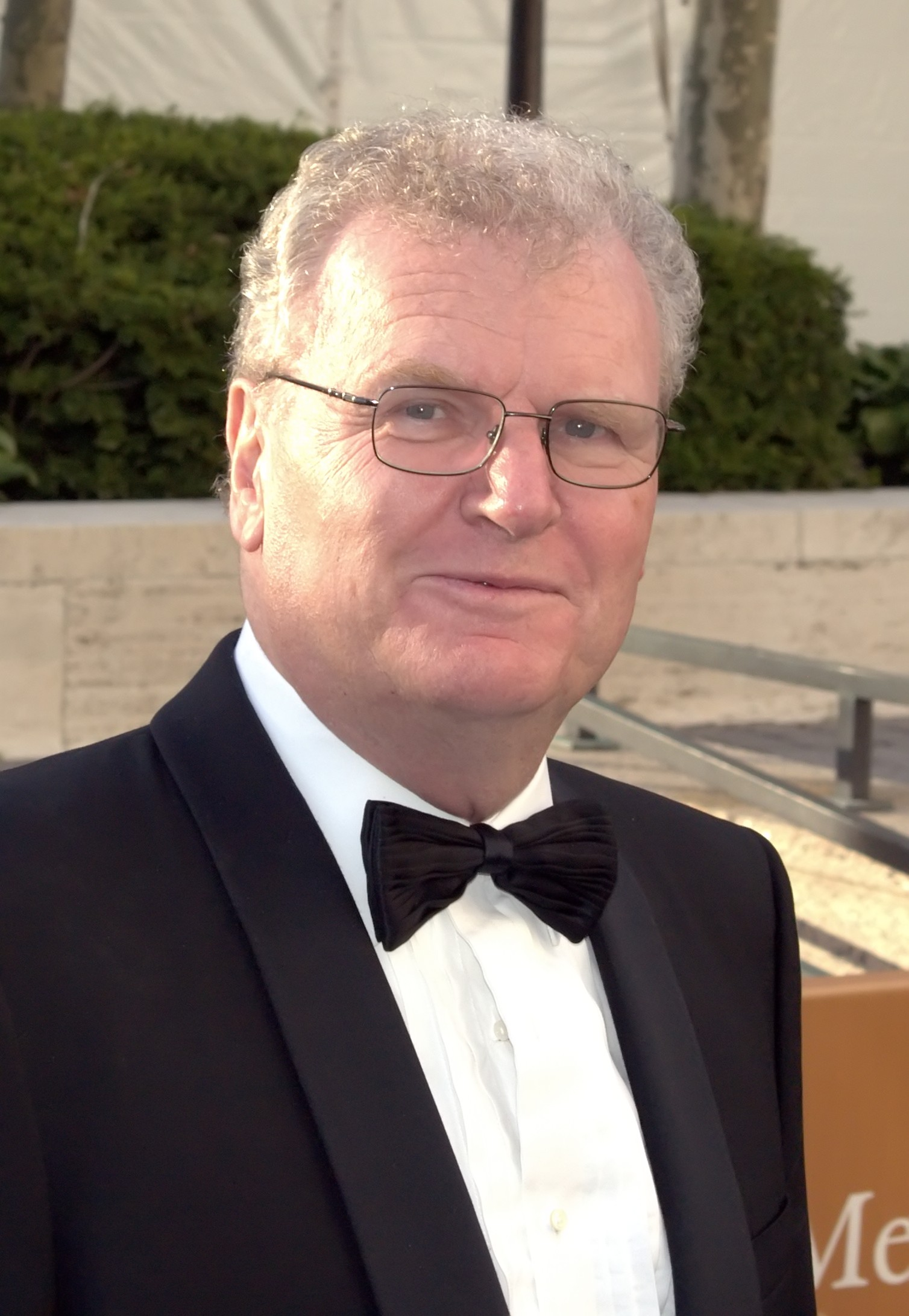
ハワード・ストリンガー、ソニーの元CEO

### マートンの女性たち
オックスフォードの他の古代のカレッジと同様に、マートンはもともと男子だけのカレッジだった。1980年に最初の女子学生を受け入れ、1994年にジェシカ・ローソンが校長に任命された時、元男子だけのカレッジの中で2番目に女性の寮長を選出した。アイリーン・トレーシー教授は、2019年にマートンで2人目の女性校長に任命された。
マートンの卒業生には、イギリス保守党の政治家リズ・トラスと彬子女王が含まれる。

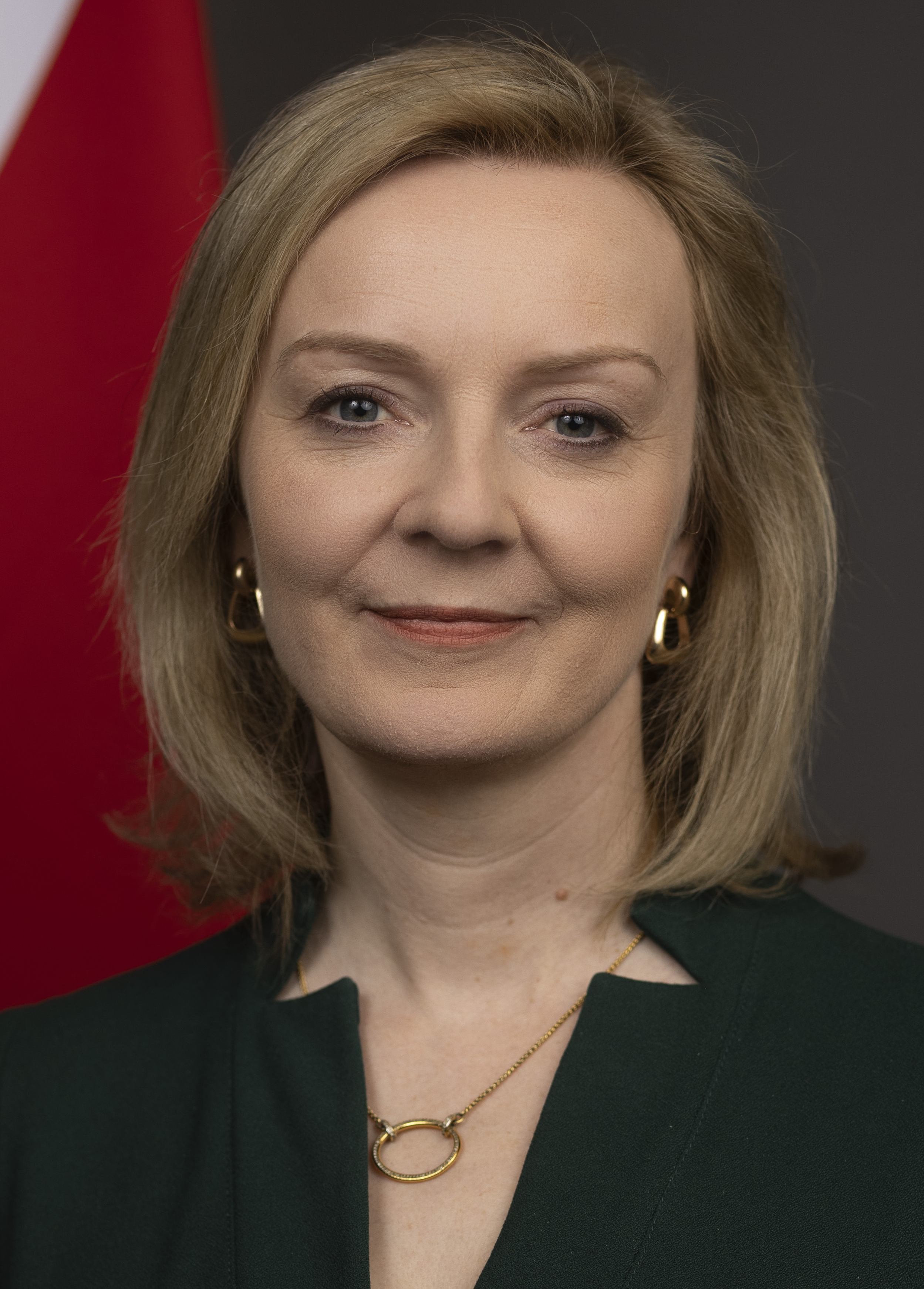
リズ・トラス、外務大臣を務めるイギリスの政治家（保守党所属）
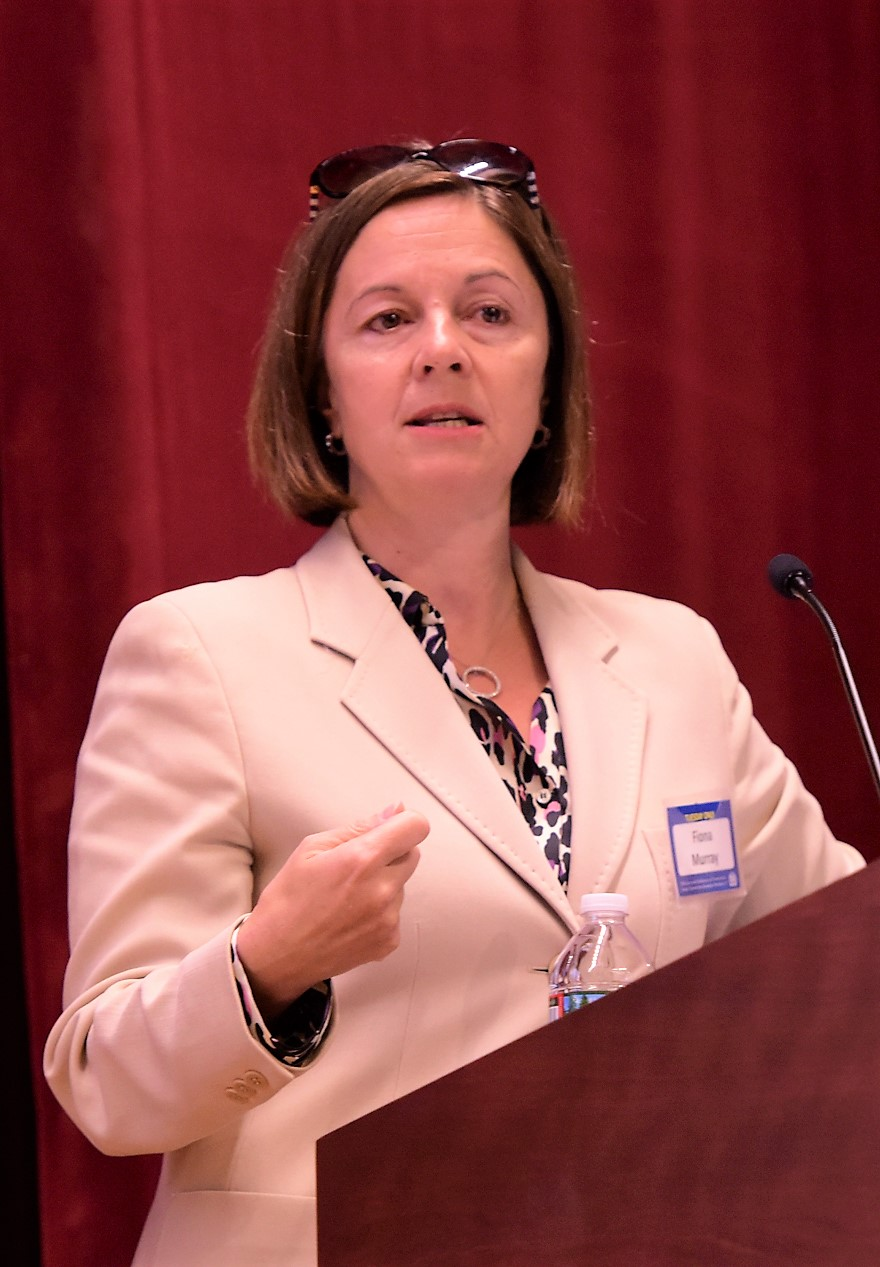
フィオナ・マリー、MITスローンスクール・オブ・マネジメントのイノベーション担当副学部長
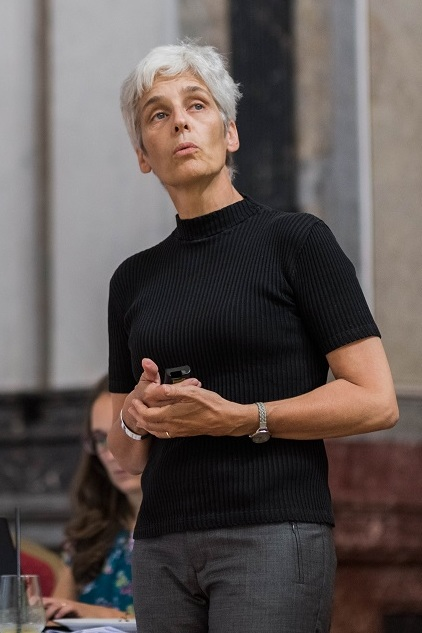
ウルリケ・ティルマン、代数的位相幾何学を専門とする数学者
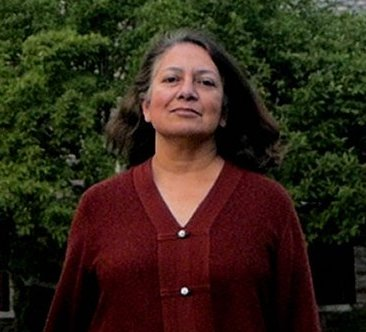
スネトラ・グプタ（英語版）、理論疫学教授
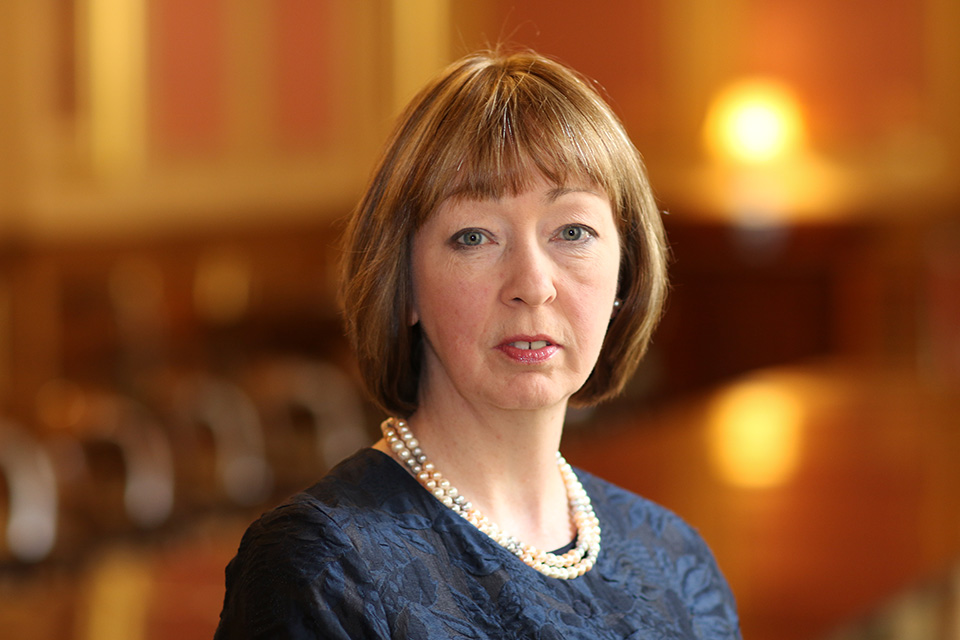
アリソン・ブレイク（英語版）、イギリス外交官、元駐アフガニスタン大使
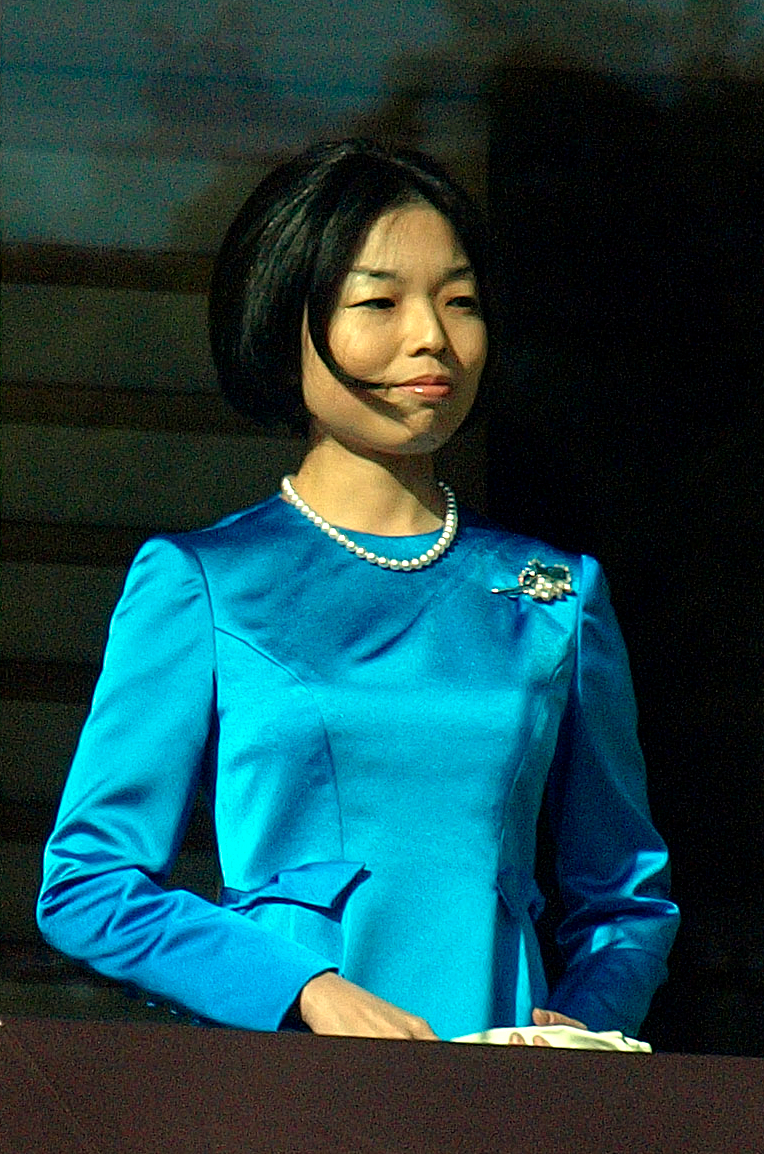
彬子女王、皇室、日本文化研究者